# CSI: NY/Episodenliste

Logo zur Serie

Diese Episodenliste enthält alle Episoden der US-amerikanischen Krimiserie CSI: NY, sortiert nach der US-amerikanischen Erstausstrahlung. Zwischen 2004 und 2013 entstanden in neun Staffeln 197 Episoden mit einer Länge von jeweils etwa 43 Minuten.

## Übersicht
| Staffel        | Episodenanzahl | Erstausstrahlung USA | Erstausstrahlung USA | Deutschsprachige Erstausstrahlung | Deutschsprachige Erstausstrahlung |
| Staffel        | Episodenanzahl | Staffelpremiere      | Staffelfinale        | Staffelpremiere                   | Staffelfinale                     |
| -------------- | -------------- | -------------------- | -------------------- | --------------------------------- | --------------------------------- |
| Backdoor-Pilot | Backdoor-Pilot | 17. Mai 2004         | 17. Mai 2004         | 24. Mai 2005                      | 24. Mai 2005                      |
| 1              | 23             | 22. September 2004   | 18. Mai 2005         | 29. August 2005                   | 6. Februar 2006                   |
| 2              | 24             | 28. September 2005   | 17. Mai 2006         | 9. August 2006                    | 29. Januar 2007                   |
| 3              | 24             | 20. September 2006   | 16. Mai 2007         | 10. September 2007                | 3. März 2008                      |
| 4              | 21             | 26. September 2007   | 21. Mai 2008         | 1. September 2008                 | 9. Februar 2009                   |
| 5              | 25             | 24. September 2008   | 20. Mai 2009         | 7. September 2009                 | 8. März 2010                      |
| 6              | 23             | 23. September 2009   | 26. Mai 2010         | 20. September 2010                | 28. Februar 2011                  |
| 7              | 22             | 24. September 2010   | 13. Mai 2011         | 19. September 2011                | 27. Februar 2012                  |
| 8              | 18             | 23. September 2011   | 11. Mai 2012         | 10. September 2012                | 11. März 2013                     |
| 9              | 17             | 28. September 2012   | 22. Februar 2013     | 20. November 2013                 | 4. April 2014                     |

## Backdoor-Pilot
CSI: NY wurde während der zweiten Staffel der Serie CSI: Miami erstmals ausgestrahlt. Die Erstausstrahlung der Pilotfolge Spurensuche in New York war in den USA am 17. Mai 2004 auf CBS zu sehen. Die deutschsprachige Erstausstrahlung zeigte der deutsche Free-TV-Sender RTL am 24. Mai 2005.
| Nr. | Deutscher Titel         | Originaltitel   | Zusammenfassung | Erstausstrahlung USA | Deutschsprachige Erstausstrahlung (D) | Regie        | Drehbuch                                          |
| --- | ----------------------- | --------------- | --- | -------------------- | ------------------------------------- | ------------ | ------------------------------------------------- |
| 0   | Spurensuche in New York | MIA/NYC NonStop | Ein brutaler Doppelmord führt Horatio nach New York. Als er in der Wohnung des Hauptverdächtigen ankommt, ist der Mann bereits seit 72 Stunden tot. | 17. Mai 2004         | 24. Mai 2005                          | Danny Cannon | Anthony E. Zuiker, Ann Donahue & Carol Mendelsohn |

## Staffel 1
Die Erstausstrahlung der ersten Staffel war vom 22. September 2004 bis zum 18. Mai 2005 auf dem US-amerikanischen Sender CBS zu sehen. Die deutschsprachige Erstausstrahlung sendete der deutsche Free-TV-Sender VOX vom 29. August 2005 bis zum 6. Februar 2006.
| Nr. (ges.) | Nr. (St.) | Deutscher Titel         | Originaltitel                | Erstausstrahlung USA | Deutschsprachige Erstausstrahlung (D) | Regie            | Drehbuch                           |
| --- | --------- | ----------------------- | ---------------------------- | -------------------- | ------------------------------------- | ---------------- | ---------------------------------- |
| 1 | 1         | Im Augenblick des Todes | Blink                        | 22. Sep. 2004        | 29. Aug. 2005                         | Deran Sarafian   | Anthony E. Zuiker                  |
| Am Ufer des East River wurde die Leiche von LeAnn Goodman gefunden. Wie die von Detective Mac Taylor eingeleiteten Untersuchungen ergeben, hat sie einen tödlichen Schlaganfall erlitten, Würgemale an ihrem Hals deuten allerdings auf ein Gewaltverbrechen hin. |           |                         |                              |                      |                                       |                  |                                    |
| 2 | 2         | Geschöpfe der Nacht     | Creatures of the Night       | 29. Sep. 2004        | 29. Aug. 2005                         | Tim Hunter       | Pam Veasey                         |
| Robin Prescott wurde im Central Park überfallen und vergewaltigt. Die Suche nach dem Täter gestaltet sich jedoch schwierig, da Robin sich an nichts erinnern kann, noch nicht einmal an den genauen Tatort. |           |                         |                              |                      |                                       |                  |                                    |
| 3 | 3         | Seine letzte Fahrt      | American Dreamers            | 6. Okt. 2004         | 5. Sep. 2005                          | Rob Bailey       | Eli Talbert                        |
| In einem Stadtrundfahrtenbus wird das Skelett eines jungen Mannes gefunden. |           |                         |                              |                      |                                       |                  |                                    |
| 4 | 4         | Todesgrüße auf Vinyl    | Grand Master                 | 27. Okt. 2004        | 12. Sep. 2005                         | Kevin Bray       | Zachary Reiter                     |
| Christopher Marcus, in der HipHop-Szene besser bekannt als DJ Banner, ist erstochen am Hinterausgang des Nachtclubs seines Freundes und Förderers Jaydn Prince gefunden worden. |           |                         |                              |                      |                                       |                  |                                    |
| 5 | 5         | Tiefes Grab             | A Man a Mile                 | 3. Nov. 2004         | 19. Sep. 2005                         | David Grossman   | Andrew Lipsitz                     |
| Nach einer Explosion in einem Tunnel, 200 Meter unter der Erde, wird der Arbeiter Pete Riggs tot geborgen. |           |                         |                              |                      |                                       |                  |                                    |
| 6 | 6         | Trennungsschmerzen      | Outside Man                  | 10. Nov. 2004        | 26. Sep. 2005                         | Rob Bailey       | Timothy J. Lea                     |
| Danny Messer leitet seinen ersten großen Fall: Bei einem Überfall auf ein Café in Brooklyn sind bis auf einen Überlebenden alle Angestellten einschließlich der Geschäftsführerin Octavia Figueroa erschossen worden. In Verdacht gerät zunächst der Überlebende Terrell Davenport, der einschlägig vorbestraft ist. Doch auch Octavias Bruder, der Junkie José Figueroa, gerät ins Visier der Ermittler… |           |                         |                              |                      |                                       |                  |                                    |
| 7 | 7         | Im Jahr des Affen       | Rain                         | 17. Nov. 2004        | 10. Okt. 2005                         | David Grossman   | Pam Veasey                         |
| Ein Banküberfall in Chinatown nimmt einen unvorhergesehenen Verlauf: Zwei Täter verbrennen infolge einer unbeabsichtigt ausgelösten Gasexplosion, und ein junger Wachmann stirbt bei einem Schusswechsel, während sein Kollege Marvin Hummel unversehrt überlebt. Der dritte Täter kann fliehen und verschwindet spurlos. |           |                         |                              |                      |                                       |                  |                                    |
| 8 | 8         | Fremde Stimmen          | Three Generations are Enough | 24. Nov. 2004        | 17. Okt. 2005                         | Alex Zakrzewski  | Andrew Lipsitz                     |
| Luke Sutton, Händler an der New Yorker Rohstoff- und Warenterminbörse, ist spurlos verschwunden, seine Wohnung wurde verwüstet, die Festplatte seines Computers fehlt. Wenig später wird eine verkohlte Leiche in einem Auto gefunden: Luke |           |                         |                              |                      |                                       |                  |                                    |
| 9 | 9         | Der Heckenschütze       | Officer Blue                 | 1. Dez. 2004         | 24. Okt. 2005                         | Deran Sarafian   | Anthony E. Zuiker                  |
| Officer Valasquez von der berittenen Polizei wird während seines Dienstes im Central Park von einem Heckenschützen erschossen, sein Pferd Officer Blue schwer verletzt. |           |                         |                              |                      |                                       |                  |                                    |
| 10 | 10        | Die Schlafwandlerin     | Night, Mother                | 15. Dez. 2004        | 31. Okt. 2005                         | Deran Sarafian   | Janet Tamaro                       |
| Ophelia Dichiara kniet blutüberströmt auf der Leiche ihrer Nachbarin Rachel Camden. An ihrer Hand finden sich Splitter von der Holzlatte mit der Rachels Herz durchbohrt wurde. Ophelia ist nicht ansprechbar, wirkt völlig geistesabwesend, und Mac stellt fest, dass sie an einer Schlafstörung leidet, die sie zu nächtlichen Streifzügen veranlasst. |           |                         |                              |                      |                                       |                  |                                    |
| 11 | 11        | Unter Strom             | Tri-Borough                  | 5. Jan. 2005         | 7. Nov. 2005                          | Greg Yaitanes    | Eli Talbert & Andrew Lipsitz       |
| Der junge Randy Hontz wird tot auf den U-Bahngleisen gefunden. Er hat einen Stromschlag erlitten, war aber bereits tot, als man ihn auf die Gleise gelegt hat. Wie sich herausstellt, gehörte er zu einer Gruppe von Fassadenkletterern und hatte seine illegalen Aktivitäten auf Video festgehalten. |           |                         |                              |                      |                                       |                  |                                    |
| 12 | 12        | Stichwunden             | Recyling                     | 12. Jan. 2005        | 14. Nov. 2005                         | Alex Zakrzewski  | Timothy J. Lea & Zachary Reiter    |
| Der Fahrradkurier Michael Starling bricht während einer Tour tot zusammen. Ursache ist eine Stichwunde am Oberschenkel, durch die eine wichtige Arterie verletzt wurde. Der junge Mann ist auf seinem Fahrrad verblutet. |           |                         |                              |                      |                                       |                  |                                    |
| 13 | 13        | Schlagkräftig           | Tanglewood                   | 26. Jan. 2005        | 21. Nov. 2005                         | Karen Gaviola    | Anthony E. Zuiker                  |
| Der junge Paul Montenassi wurde mit einem Baseballschläger erschlagen. Er trägt die Tätowierung der Tanglewood Boys, einer brutalen Gang mit Mafia-Verbindungen, es stellt sich jedoch schon bald heraus, dass es sich dabei um eine Imitation handelt. |           |                         |                              |                      |                                       |                  |                                    |
| 14 | 14        | Der Schlangenmensch     | Blood, Sweat & Tears         | 9. Feb. 2005         | 28. Nov. 2005                         | Scott Lautanen   | Eli Talbert & Erica Shelton        |
| Am Strand von Coney Island wird eine kleine Truhe mit der Leiche eines jungen Mannes gefunden. Der Körper des Toten ist merkwürdig verdreht, aber die Röntgenaufnahmen zeigen, dass kein Knochen in seinem Körper gebrochen ist. Da es aber vollkommen unmöglich ist, einen Körper in einer derart kleinen Kiste zu verstauen, ohne einen Knochen zu brechen, wird Mac und Stella klar, dass der Junge selbst in die Kiste gestiegen sein muss. Die Frage ist nur: Hat er es freiwillig getan, oder wurde er dazu gezwungen? |           |                         |                              |                      |                                       |                  |                                    |
| 15 | 15        | Tod am Altar            | ’Til Death Do We Part        | 16. Feb. 2005        | 5. Dez. 2005                          | Nelson McCormick | Pam Veasey                         |
| Als Hannah Bloom an ihrem Hochzeitstag von ihrem Vater zum Altar geführt wird, bricht sie plötzlich zusammen – tot. Die Obduktion ergibt, dass sie an einer Formaldehydvergiftung gestorben ist. Das lässt zunächst ihre Brautjungfer Audrey Davis verdächtig erscheinen: Sie hat als Biologie-Dozentin leichten Zugang zu der tödlichen Substanz, und auch das Motiv liegt nahe, denn der schwerreiche Bräutigam Walter Lisco hatte ihr den Laufpass gegeben, um Hannah zu heiraten.                                        |           |                         |                              |                      |                                       |                  |                                    |
| 16 | 16        | Heiße Ware              | Hush                         | 23. Feb. 2005        | 12. Dez. 2005                         | Deran Sarafian   | Anthony E. Zuiker & Timothy J. Lea |
| Der Hafenarbeiter Paddy Dolan liegt zerquetscht zwischen zwei Frachtcontainern. Alles sieht nach einem Arbeitsunfall aus, doch bei der Obduktion entdecken Hawkes und Stella, dass er erstochen wurde. Mac und Flack verhören Dolans Crew, die ihnen einhellig versichert, dass Dolan ein guter Chef gewesen sei. Nur einer von ihnen, Mike Prineman, scheint anderer Meinung zu sein… |           |                         |                              |                      |                                       |                  |                                    |
| 17 | 17        | Absturz                 | The Fall                     | 2. März 2005         | 19. Dez. 2005                         | Norberto Barba   | Anne McGrail & Bill Haynes         |
| Bei einem Überfall der Latino-Gang Cracy Aces wird der Besitzer einer Weinhandlung erschossen. Don Flacks alter Freund und Mentor Sergeant Gavin Moran war als Erster am Tatort – und er hat offenbar etwas zu verbergen. Schon bald findet Mac heraus, was: Er hat eine Getränkedose vom Tatort mitgenommen, um einen der Täter zu decken. |           |                         |                              |                      |                                       |                  |                                    |
| 18 | 18        | Tödliche Verwechslung   | The Dove Commission          | 23. März 2005        | 2. Jan. 2006                          | Emilio Estevez   | Anthony E. Zuiker & Zachary Reiter |
| Ein toter Taxifahrer stellt Danny und Aiden vor ein Rätsel. Er wurde brutal zusammengeschlagen und erstochen. Die Vorgehensweise weist eindeutig auf einen männlichen Täter hin, doch die DNA trägt weibliche Merkmale… |           |                         |                              |                      |                                       |                  |                                    |
| 19 | 19        | Doppelmord              | Crime and Misdemeanor        | 13. Apr. 2005        | 9. Jan. 2006                          | Rob Bailey       | Eli Talbert & Andrew Lipsitz       |
| Die 22-jährige Jenny Lee wird mit aufgeschnittener Kehle in einer Wäscherei gefunden. Die Leiche war in einem Laken des Dunsmore Hotels eingewickelt, in dem zurzeit der ausländische Diplomat Robert Costa und sein Gefolge residieren. Mac findet Hinweise darauf, dass Jenny in Costas Suite mit dem Schlafmittel Rohypnol betäubt wurde, doch Costa kann nicht der Täter gewesen sein, denn er hatte ebenfalls von dem mit Rohypnol versetzten Champagner getrunken.                                                     |           |                         |                              |                      |                                       |                  |                                    |
| 20 | 20        | Weißer Tod              | Supply & Demand              | 27. Apr. 2005        | 16. Jan. 2006                         | Joe Chappelle    | Erica Shelton & Anne McGrail       |
| Ein College-Student wird erschossen in seiner durchwühlten Wohnung gefunden. Die Suche nach den Mördern des Studenten führt durch erste Spuren in das New Yorker Drogenmilieu. So findet das Team von C.S.I. am Tatort Reste von purem, unbearbeitetem Heroin und entdeckt, dass sich das Mordopfer die Wohnung mit einer weiblichen Person geteilt hat, die nun verschwunden ist. |           |                         |                              |                      |                                       |                  |                                    |
| 21 | 21        | Im Kreuzfeuer           | On the Job                   | 4. Mai 2005          | 23. Jan. 2006                         | David Von Ancken | Timothy J. Lea                     |
| Bei einer Verfolgungsjagd in einer U-Bahn-Station wird der Undercover-Polizist Rodney Minhas tödlich getroffen. Da auch Danny an der Schießerei beteiligt war, bittet Mac ihn, bis zum Abschluss der kriminaltechnischen Untersuchung nicht mit Chief Hillborne von der internen Ermittlungsabteilung zu reden. Aufnahmen aus den Überwachungskameras zeigen unterdessen, dass Minhas sich als Polizist zu erkennen gegeben hatte, bevor die tödlichen Schüsse fielen.                                                       |           |                         |                              |                      |                                       |                  |                                    |
| 22 | 22        | Seitenwechsel           | The Closer                   | 11. Mai 2005         | 30. Jan. 2006                         | Emilio Estevez   | Pam Veasey                         |
| Gilbert Novotny, ein Fan der Boston Red Sox, bricht nach einem Spiel seiner Mannschaft tot am Steuer seines Wagens zusammen. Wenig später irrt die junge Sportagentin Margo Trent im Nachthemd durch die Stadt und wird von einem Lastwagen überfahren. Mac und sein Team schalten sich ein und entdecken schnell, dass es zwischen den beiden Fällen einen Zusammenhang gibt. |           |                         |                              |                      |                                       |                  |                                    |
| 23 | 23        | Falscher Schein         | What You See Is What You See | 18. Mai 2005         | 6. Feb. 2006                          | Duane Clark      | Andrew Lipsitz                     |
| Während Mac in seinem Stammcafé frühstückt, eröffnet ein unbekannter Mann plötzlich mitten im Lokal das Feuer. Die Schießerei lässt eine verletzte Kellnerin und einen toten Mann zurück. Im Chaos entscheidet sich Mac, der verletzten Frau zur Hilfe zu eilen, anstatt den Täter zu verfolgen. Mac stößt allerdings bei den folgenden Ermittlungen bald an seine Grenzen, da einer der Hauptverdächtigen vom FBI gedeckt wird.                                                                                             |           |                         |                              |                      |                                       |                  |                                    |

## Staffel 2
Die Erstausstrahlung der zweiten Staffel war vom 28. September 2005 bis zum 17. Mai 2006 auf dem US-amerikanischen Sender CBS zu sehen. Die deutschsprachige Erstausstrahlung der ersten 4 Folgen sendete der österreichische Free-TV-Sender ORF 1 vom 9. bis zum 30. August 2006. Die restlichen Folgen sendete der deutsche Free-TV-Sender VOX vom 11. September 2006 bis zum 29. Januar 2007.
| Nr. (ges.) | Nr. (St.) | Deutscher Titel             | Originaltitel                   | Erstausstrahlung USA | Deutschsprachige Erstausstrahlung (D/A) | Regie               | Drehbuch                                          |
| --- | --------- | --------------------------- | ------------------------------- | -------------------- | --------------------------------------- | ------------------- | ------------------------------------------------- |
| 24 | 1         | Sommermorde                 | Summer in the City              | 28. Sep. 2005        | 9. Aug. 2006                            | David Von Ancken    | Pam Veasey                                        |
| Der Freeclimber Paul Gizner ist an der Fassade des Empire State Buildings emporgeklettert und vom 34. Stock in den Tod gestürzt. |           |                             |                                 |                      |                                         |                     |                                                   |
| 25 | 2         | Kunstfehler                 | Grand Murder at Central Station | 5. Okt. 2005         | 16. Aug. 2006                           | Scott Lautanen      | Zachary Reiter                                    |
| Der Schönheitschirurg Dr. Howard Spencer wurde an der New Yorker Grand Central Station Opfer eines Angriffs mit ätzender Lauge. |           |                             |                                 |                      |                                         |                     |                                                   |
| 26 | 3         | Tod im Zoo                  | Zoo York                        | 12. Okt. 2005        | 23. Aug. 2006                           | Norberto Barba      | Peter M. Lenkov & Timothy J. Lea                  |
| Ein Mann wird im Zoo von einem Tiger gefressen. Aber hat der Tiger ihn umgebracht? |           |                             |                                 |                      |                                         |                     |                                                   |
| 27 | 4         | Kopflos                     | Corporate Warriors              | 19. Okt. 2005        | 30. Aug. 2006                           | Rob Bailey          | Andrew Lipsitz                                    |
| Ein Junge stirbt in einer brennenden Wohnung. Im Park sitzt ein Mann mit abgeschnittenem Kopf. |           |                             |                                 |                      |                                         |                     |                                                   |
| 28 | 5         | Gondel in den Tod           | Dancing with the Fishes         | 26. Okt. 2005        | 11. Sep. 2006                           | John Peters         | Eli Talbert                                       |
| Die Tänzerin Kia Rowe liegt tot auf der Straße unter der Queensborough Bridge. Zunächst geht man von einem Selbstmord aus, doch dann entdeckt man an der Leiche Stichwunden und typische Abwehrverletzungen. |           |                             |                                 |                      |                                         |                     |                                                   |
| 29 | 6         | Eine Ladung Schrot          | Youngblood                      | 2. Nov. 2005         | 18. Sep. 2006                           | Steven DePaul       | Timothy J. Lea                                    |
| Ein Mann wird in einem Fahrstuhl von dem Schuss einer Schrotflinte erschossen. In einem Teich im Central Park wird außerdem ein Mann herausgefischt. |           |                             |                                 |                      |                                         |                     |                                                   |
| 30 | 7         | Treibjagd – Teil 2          | Manhattan Manhunt (2)           | 9. Nov. 2005         | 16. Okt. 2006                           | Rob Bailey          | Elizabeth Devine, Anthony E. Zuiker & Ann Donahue |
| Henry Darius wird in New York wegen mehrfachen Mordes verurteilt, kann jedoch entkommen und nach Florida fliehen. Hier entführt er die reiche Erbin Alexa Endecott und fliegt zurück nach New York, wo er im Elternhaus seiner Geisel ein Blutbad anrichtet. Der Fall interessiert auch Horatio Caine, den Chef der CSI-Abteilung in Miami. |           |                             |                                 |                      |                                         |                     |                                                   |
| 31 | 8         | Das letzte Spiel            | Bad Beat                        | 16. Nov. 2005        | 25. Sep. 2006                           | Duane Clark         | Zachary Reiter                                    |
| Eine Reporterin wird ertrunken im Park aufgefunden. Bei einem Pokerspiel wird ein Mann mit einer Schrotflinte erschossen. |           |                             |                                 |                      |                                         |                     |                                                   |
| 32 | 9         | Puppenmord                  | City of the Dolls               | 23. Nov. 2005        | 2. Okt. 2006                            | Norberto Barba      | Pam Veasey                                        |
| Auf der Flucht vor einem LKW-Fahrer, dem er einen Schneeball ans Fenster geworfen hatte, findet ein Junge einen toten Mann inmitten seines Ladens voller Puppen. |           |                             |                                 |                      |                                         |                     |                                                   |
| 33 | 10        | Die Handschrift des Mörders | Jamalot                         | 30. Nov. 2005        | 9. Okt. 2006                            | Jonathan Glassner   | Andrew Lipsitz                                    |
| Ein Mann wird tot in einem Teppich eingewickelt gefunden, dessen Körper vollgeschrieben ist mit dem Text eines Buches. Bei einem Rollschuh-Derby stirbt eine junge Frau, aber nicht an den Schlägen und Tritten der anderen Mädchen. |           |                             |                                 |                      |                                         |                     |                                                   |
| 34 | 11        | Tod im Rampenlicht          | Trapped                         | 14. Dez. 2005        | 16. Okt. 2006                           | James Whitmore, Jr. | Peter M. Lenkov                                   |
| Eine junge Tänzerin wird nach einem Kampf im Vaselinebad draußen auf einem großen Scheinwerfer tot aufgefunden. Zudem wird ein Milliardär mit durchgeschnittener Kehle in seinem Herrenhaus aufgefunden. |           |                             |                                 |                      |                                         |                     |                                                   |
| 35 | 12        | Die Farbe des Todes         | Wasted                          | 18. Jan. 2006        | 23. Okt. 2006                           | Jeff Thomas         | Pam Veasey & Bill Haynes                          |
| Zwei Models sterben kurz nacheinander. Das eine auf dem Laufsteg, das andere wird kurz danach aufgefunden. Zu allem Überfluss stürmt noch ein Mann in das Polizeirevier, wirft eine Waffe auf den Tisch und gesteht, eine Ärztin erschossen zu haben.                                                                                       |           |                             |                                 |                      |                                         |                     |                                                   |
| 36 | 13        | Personenschaden             | Risk                            | 25. Jan. 2006        | 30. Okt. 2006                           | Rob Bailey          | John Dove & Anthony E. Zuiker                     |
| Während der Heimfahrt von der Arbeit sieht Danny einen toten Jungen auf den Schienen liegen. Alles deutet darauf hin, dass es ein verunglückter U-Bahn-Surfer ist. Ein berühmter Makler hängt am Fenster seines Büros. |           |                             |                                 |                      |                                         |                     |                                                   |
| 37 | 14        | Mitten ins Herz             | Stuck on You                    | 1. Feb. 2006         | 6. Nov. 2006                            | Jonathan Glassner   | Timothy J. Lea & Eli Talbert                      |
| Ein Mann wird von einem Bogenschützen beschossen. Aber der Bogen ist sein eigener. Wer hat geschossen? |           |                             |                                 |                      |                                         |                     |                                                   |
| 38 | 15        | Spiel ohne Grenzen          | Fare Game                       | 1. März 2006         | 13. Nov. 2006                           | Kevin Dowling       | Zachary Reiter & Peter M. Lenkov                  |
| Ein Anwalt wird tot auf einem Friedhof aufgefunden. Eine junge Frau wird in ihrem Bett mit gebundenen Händen entdeckt. Sie hat seltsame Muster im Mund und Eier im Ohr. |           |                             |                                 |                      |                                         |                     |                                                   |
| 39 | 16        | Tod im Wassertank           | Cool Hunter                     | 8. März 2006         | 20. Nov. 2006                           | Norberto Barba      | Daniele Nathanson                                 |
| Eine junge Frau liegt tot in einem Wassertank. Ihr Freund wusste nicht, dass sie einen anderen hatte. Ein junger Mann wird von einer Schaukelkette erhängt aufgefunden. |           |                             |                                 |                      |                                         |                     |                                                   |
| 40 | 17        | Leichenschau                | Necrophilia Americana           | 22. März 2006        | 27. Nov. 2006                           | Steven DePaul       | Andrew Lipsitz                                    |
| Im Museum sind die Käfer verschwunden, die Aas fressen. Sie haben an einer anderen Stelle was zu essen gefunden. |           |                             |                                 |                      |                                         |                     |                                                   |
| 41 | 18        | Organraub                   | Live or Let Die                 | 29. März 2006        | 4. Dez. 2006                            | Rob Bailey          | Pam Veasey, Gary Sinise & Michael Daly            |
| Ein Krankenhaushubschrauber wird gestohlen und der Assistent, der darin saß, erschossen. Doch es ging gar nicht um den Hubschrauber, sondern um etwas, das darin war. |           |                             |                                 |                      |                                         |                     |                                                   |
| 42 | 19        | Supermänner                 | Super Men                       | 12. Apr. 2006        | 11. Dez. 2006                           | Steven DePaul       | Peter M. Lenkov & Pam Veasey                      |
| Ein junger Mann im Superman-Kostüm liegt tot in einer Seitengasse, neben ihm das Portemonnaie von Matthew Palmer, der kurz zuvor an einem Geldautomaten ausgeraubt wurde. |           |                             |                                 |                      |                                         |                     |                                                   |
| 43 | 20        | Grünes Grab                 | Run Silent, Run Deep            | 19. Apr. 2006        | 18. Dez. 2006                           | Rob Bailey          | Anthony E. Zuiker                                 |
| Mac Taylor kriegt einen Anruf von einem Mann, der einen Mord gesteht. Kurz darauf begeht er Selbstmord. Tatsächlich wird an der beschriebenen Stelle eine Leiche ausgegraben. |           |                             |                                 |                      |                                         |                     |                                                   |
| 44 | 21        | Tödliche Nähe               | All Access                      | 26. Apr. 2006        | 8. Jan. 2007                            | Norberto Barba      | Timothy J. Lea & Anthony E. Zuiker                |
| Bei einem Konzert von Kid Rock wird der Chauffeur tot aufgefunden. Während der Ermittlungen kommt plötzlich ein Notruf, der zu Stellas Wohnung führt. |           |                             |                                 |                      |                                         |                     |                                                   |
| 45 | 22        | Die tote Meerjungfrau       | Stealing Home                   | 3. Mai 2006          | 15. Jan. 2007                           | Oz Scott            | Zachary Reiter                                    |
| Eine junge Frau in einem Meerjungfrauenkostüm wird tot aus dem Wasser geborgen. Bei einem Mann, der erschossen wurde, behaupten gleich zwei Frauen, mit ihm liiert zu sein. |           |                             |                                 |                      |                                         |                     |                                                   |
| 46 | 23        | Nahkampf                    | Heroes                          | 10. Mai 2006         | 22. Jan. 2007                           | Anthony Hemingway   | Eli Talbert                                       |
| In einem ausgebrannten Auto wird eine Leiche gefunden, die als Aiden Burn, eine ehemalige Kollegin des CSI-Teams, identifiziert wird. Alle sind entschlossen, den Mörder zu fassen. |           |                             |                                 |                      |                                         |                     |                                                   |
| 47 | 24        | Bombenalarm                 | Charge of this Post             | 17. Mai 2006         | 29. Jan. 2007                           | Rob Bailey          | Timothy J. Lea                                    |
| In einem Bürogebäude wurde der Wachmann Darwin Judge erstochen. Mac und Flack untersuchen den Tatort und entdecken eine Blutspur, die sie zu einer unangenehmen Überraschung führt. |           |                             |                                 |                      |                                         |                     |                                                   |

## Staffel 3
Die Erstausstrahlung der dritten Staffel war vom 20. September 2006 bis zum 16. Mai 2007 auf dem US-amerikanischen Sender CBS zu sehen. Die deutschsprachige Erstausstrahlung sendete der deutsche Free-TV-Sender VOX vom 10. September 2007 bis zum 3. März 2008.
| Nr. (ges.) | Nr. (St.) | Deutscher Titel       | Originaltitel                  | Erstausstrahlung USA | Deutschsprachige Erstausstrahlung (D) | Regie             | Drehbuch                                          |
| --- | --------- | --------------------- | ------------------------------ | -------------------- | ------------------------------------- | ----------------- | ------------------------------------------------- |
| 48 | 1         | Freier Fall           | People With Money              | 20. Sep. 2006        | 10. Sep. 2007                         | Rob Bailey        | Pam Veasey & Peter M. Lenkov                      |
| Mac und Stella werden zur Brooklyn Bridge gerufen. Hier hat man den Finanzexperten Sam McFarland tot aufgefunden. |           |                       |                                |                      |                                       |                   |                                                   |
| 49 | 2         | Blutige Diamanten     | Not What It Looks Like         | 27. Sep. 2006        | 17. Sep. 2007                         | Duane Clark       | Pam Veasey & Peter M. Lenkov                      |
| Bei einem bewaffneten Überfall auf ein elegantes New Yorker Juweliergeschäft wird der stellvertretende Leiter des Geschäfts getötet. |           |                       |                                |                      |                                       |                   |                                                   |
| 50 | 3         | Eiskalt               | Love Run Cold                  | 4. Okt. 2006         | 24. Sep. 2007                         | Tim Iacofano      | Timothy J. Lea                                    |
| Bei der Präsentation eines neuen Wodkas wird die „Königin“ erstochen aufgefunden. Ihr Magen ist voll Wodka, aber im Blut ist kein Alkohol. |           |                       |                                |                      |                                       |                   |                                                   |
| 51 | 4         | Blutige Botschaft     | Hung Out To Dry                | 11. Okt. 2006        | 1. Okt. 2007                          | Anthony Hemingway | Zachary Reiter                                    |
| Bei einer Party wird ein Mädchen brutal ermordet entdeckt. Sie trägt ein T-Shirt mit einer geheimen Botschaft. Auch ein zweites Opfer trägt ein solches. Die Ermittler müssen den Code knacken, bevor es weitere Opfer gibt. |           |                       |                                |                      |                                       |                   |                                                   |
| 52 | 5         | Kopfwunden            | Oedipus Hex                    | 18. Okt. 2006        | 8. Okt. 2007                          | Scott Lautanen    | Anthony E. Zuiker & Ken Solarz                    |
| Ein Basketballer wird in der Nacht nach einem großen Sieg mit einer Kopfwunde tot mitten auf dem Basketballfeld entdeckt. Zuerst ist sein Gegner der Verdächtige. |           |                       |                                |                      |                                       |                   |                                                   |
| 53 | 6         | Mord im Hotel         | Open and Shut                  | 25. Okt. 2006        | 15. Okt. 2007                         | Joe Ann Fogle     | Wendy Battles                                     |
| Nach einem Fotoshooting geht das Model ins Hotel und entdeckt eine ermordete Hotelangestellte. Gerade am Tatort angekommen, hören die Ermittler aus dem Nachbarhaus Schüsse. |           |                       |                                |                      |                                       |                   |                                                   |
| 54 | 7         | Blau vor Neid         | Murder Sings The Blues         | 1. Nov. 2006         | 22. Okt. 2007                         | Oz Scott          | Sam Humphrey                                      |
| Nach einer Party in einem Zug wird ein Mädchen tot aufgefunden. Sie ist voller Blut, hat aber keine Verletzungen am Körper. |           |                       |                                |                      |                                       |                   |                                                   |
| 55 | 8         | Außerirdisch!         | Consequences                   | 8. Nov. 2006         | 29. Okt. 2007                         | Rob Bailey        | Pam Veasey                                        |
| Detective Taylor wird zu einem Lagerhaus gerufen. Hier hat man Kym Tanaka erschossen aufgefunden. Danny, der die Umgebung des Warenlagers inspiziert, findet überall geplatzte Farbpatronen. |           |                       |                                |                      |                                       |                   |                                                   |
| 56 | 9         | Verwechslungsopfer    | And Here’s To You, Mrs. Azrael | 15. Nov. 2006        | 5. Nov. 2007                          | David Von Ancken  | Peter M. Lenkov                                   |
| Zwei Freundinnen geraten in einen Autounfall. Eine stirbt noch am Unfallort, die andere wird im Krankenhaus erstickt. |           |                       |                                |                      |                                       |                   |                                                   |
| 57 | 10        | Die Vögel             | Sweet Sixteen                  | 22. Nov. 2006        | 12. Nov. 2007                         | David Jackson     | Ken Solarz                                        |
| Ein Basejumper springt mit seinem Fallschirm von einem Hochhaus, doch herunterfallende Tauben stören den Fallschirm und er stürzt ab. |           |                       |                                |                      |                                       |                   |                                                   |
| 58 | 11        | Bauernopfer           | Raising Shane                  | 29. Nov. 2006        | 19. Nov. 2007                         | Christine Moore   | Zachary Reiter & Pam Veasey                       |
| Ein Mann im grünen Kapuzenshirt raubt eine Bar aus. Kurz darauf wird er einige Blocks weiter geschnappt. Aber es handelt sich um Sheldon Hawkes. Hat er das getan oder will ihm jemand etwas unterschieben? |           |                       |                                |                      |                                       |                   |                                                   |
| 59 | 12        | Taube Ohren           | Silent Night                   | 13. Dez. 2006        | 26. Nov. 2007                         | Rob Bailey        | Sam Humphrey, Peter M. Lenkov & Anthony E. Zuiker |
| Eine taube Frau wacht nachts von Vibrationen auf und entdeckt, dass ihre Tochter im Nebenzimmer ermordet worden ist. Lindsay kann aber nicht bei diesem Mord ermitteln, da sie sich an jemanden aus ihrer Vergangenheit erinnert. Am Ende stellt sich heraus, dass sie Zeugin eines grausamen Mordes wurde. |           |                       |                                |                      |                                       |                   |                                                   |
| 60 | 13        | Um Haaresbreite       | Obsession                      | 17. Jan. 2007        | 3. Dez. 2007                          | Jeffrey Hunt      | Jeremy Littman                                    |
| Spielende Kinder entdecken durch Zufall die Leiche eines Mannes in einem leerstehenden Apartment. Der Mann wird als Immobilienmakler identifiziert und als eine Frau sich als Vergewaltigungsopfer von diesem meldet, kommt Schwung in die Ermittlungen. Im Central Park wird eine Männerleiche gefunden, die trotz kalten Wetters, nur mit Narrenkappe und Shorts bekleidet ist. |           |                       |                                |                      |                                       |                   |                                                   |
| 61 | 14        | Alibi auf Rechnung    | The Lying Game                 | 24. Jan. 2007        | 10. Dez. 2007                         | Anthony Hemingway | Wendy Battles                                     |
| Der Leiter einer Marketingfirma für Extremsport wird tot in einem Streusalztransporter aufgefunden: Offenbar wurde er mit einem Skateboard erschlagen. Seine Mitarbeiter Jackson Rudnick und Steffen Gross sowie die Profigolferin Dana Haines geraten in Verdacht. Doch alle drei können ein Alibi vorweisen. |           |                       |                                |                      |                                       |                   |                                                   |
| 62 | 15        | Blutiges Labyrinth    | Some Buried Bones              | 7. Feb. 2007         | 17. Dez. 2007                         | Rob Bailey        | Noah Nelson                                       |
| Ein Jugendlicher wird in der Mitte eines Irrgartens tot aufgefunden. Eine Statue trägt ein blutiges Schwert. Es dauert, bis die Ermittler den Jungen identifiziert haben. |           |                       |                                |                      |                                       |                   |                                                   |
| 63 | 16        | Tod in der Badewanne  | Heart of Glass                 | 14. Feb. 2007        | 7. Jan. 2008                          | David Jackson     | Bill Haynes & Pam Veasey                          |
| Diane Langston liegt tot in der Badewanne in der Wohnung ihres Exfreundes. Ein Nachbar berichtet den Ermittlern, er habe zur fraglichen Zeit im Haus Schüsse gehört. Zudem wird in der Badewanne ein verformtes Projektil gefunden, das allerdings Rätsel aufgibt, da Dianes Leiche keine Schusswunden aufweist. Außerdem wird der Musikproduzent Emery Gable, der mit seiner Schwester Kennedy ein Luxusapartment in New York bewohnt, mit tödlichen Schnittwunden in einem Haufen von Glasscherben aufgefunden. |           |                       |                                |                      |                                       |                   |                                                   |
| 64 | 17        | Asche zu Asche        | The Ride-In                    | 21. Feb. 2007        | 14. Jan. 2008                         | Steven DePaul     | Peter M. Lenkov                                   |
| Ein Mann wird inmitten eines Haufens Falschgeld entdeckt. In seinem Garten steht eine Arche mit Tieren und Menschen an Bord. Der Mann hatte für den nächsten Sonntag den Weltuntergang vorausgeahnt. |           |                       |                                |                      |                                       |                   |                                                   |
| 65 | 18        | Die zersägte Jungfrau | Sleight Out of Hand            | 28. Feb. 2007        | 21. Jan. 2008                         | Rob Bailey        | John Dove & Zachary Reiter                        |
| Ein Zauberkünstler tritt an drei aufeinanderfolgenden Tagen auf. Dieselben Tricks werden woanders zum Morden genutzt. Zur selben Zeit muss Lindsay in Montana vor Gericht aussagen. Doch diesmal nicht als Wissenschaftlerin, sondern als Zeugin. |           |                       |                                |                      |                                       |                   |                                                   |
| 66 | 19        | Tod auf dem Schafott  | A Daze Of Wine And Roaches     | 21. März 2007        | 28. Jan. 2008                         | Oz Scott          | Timothy J. Lea & Daniele Nathanson                |
| Bei einer Wohltätigkeitsveranstaltung stirbt eine Frau in der Attrappe einer Guillotine. |           |                       |                                |                      |                                       |                   |                                                   |
| 67 | 20        | Der Todespakt         | What Schemes May Come          | 11. Apr. 2007        | 4. Feb. 2008                          | Christine Moore   | Bruce Zimmerman                                   |
| Stella und Flack werden mit einem äußerst mysteriösen Fall konfrontiert. Der als Ritter verkleidete Börsenmakler Derek Curson wird tot aufgefunden. |           |                       |                                |                      |                                       |                   |                                                   |
| 68 | 21        | Blutige Handschrift   | Past Imperfect                 | 25. Apr. 2007        | 11. Feb. 2008                         | Oz Scott          | Wendy Battles                                     |
| Eine blutige, entstellte Frauenleiche wird in Coney Island gefunden. Es handelt sich um Emma Pierce. Ihr wurden die Augenlider entfernt, was deutlich die Handschrift des bekannten Mörders Clay Dobson trägt. Ein Mann bricht vor den Ermittlern zusammen und sagt, er sei ermordet worden. Der mit Drogendelikten vorbestrafte Mann wurde mit Rizin vergiftet, eine Art der Vergiftung, die bei russischen Agentenmorden beliebt war.                                                                           |           |                       |                                |                      |                                       |                   |                                                   |
| 69 | 22        | Gefallener Engel      | Cold Reveal                    | 2. Mai 2007          | 18. Feb. 2008                         | Marshall Adams    | Pam Veasey & Sam Humphrey                         |
| Ein Mann in einem Engelskostüm ist durch ein Fenster in eine Kirche geflogen. Wie kommt er dahin und wo kommt er her? |           |                       |                                |                      |                                       |                   |                                                   |
| 70 | 23        | Nachspiel             | Comes Around                   | 9. Mai 2007          | 25. Feb. 2008                         | Rob Bailey        | Daniele Nathanson & Pam Veasey                    |
| Mac wird verdächtigt, einen Mörder, der zum Ende der vorletzten Folge von einem Hausdach gestürzt ist, absichtlich von dort hinuntergestoßen zu haben. Außerdem wird ein berühmter Tennisspieler gesichtet, der er gar nicht ist. |           |                       |                                |                      |                                       |                   |                                                   |
| 71 | 24        | Ausnahmezustand       | Snow Day                       | 16. Mai 2007         | 3. März 2008                          | Duane Clark       | Pam Veasey & Peter M. Lenkov                      |
| Bei einer Drogenrazzia in einem Lagerhaus in Brooklyn werden über 900 Kilogramm Kokain beschlagnahmt. Die Dealer wollen die Drogen zurück und täuschen ein Gasleck im Kriminallabor vor, um dort einzudringen. |           |                       |                                |                      |                                       |                   |                                                   |

## Staffel 4
Die Erstausstrahlung der vierten Staffel war vom 26. September 2007 bis zum 21. Mai 2008 auf dem US-amerikanischen Sender CBS zu sehen. Die deutschsprachige Erstausstrahlung sendete der deutsche Free-TV-Sender VOX vom 1. September 2008 bis zum 9. Februar 2009.
| Nr. (ges.) | Nr. (St.) | Deutscher Titel            | Originaltitel             | Erstausstrahlung USA | Deutschsprachige Erstausstrahlung (D) | Regie             | Drehbuch                            |
| --- | --------- | -------------------------- | ------------------------- | -------------------- | ------------------------------------- | ----------------- | ----------------------------------- |
| 72 | 1         | Stumme Zeugen              | Can You Hear Me Now?      | 26. Sep. 2007        | 1. Sep. 2008                          | David Von Ancken  | Zachary Reiter & Pam Veasey         |
| Die Experten des CSIs müssen eine unheimliche Serie von Morden aufklären. |           |                            |                           |                      |                                       |                   |                                     |
| 73 | 2         | Abgetaucht                 | The Deep                  | 3. Okt. 2007         | 8. Sep. 2008                          | Oz Scott          | Wendy Battles                       |
| Während einer Regatta zwischen New York und New Jersey wird ein toter Taucher im Wasser entdeckt, der schon mehrere Wochen dort treiben muss. |           |                            |                           |                      |                                       |                   |                                     |
| 74 | 3         | Tod im Smoking             | You Only Die Once         | 10. Okt. 2007        | 15. Sep. 2008                         | Jonathan Glassner | Sam Humphrey                        |
| Immer wieder werden Einbrüche verübt, nach denen die Einbrecher in einem schwarzen Sportwagen mit futuristischen Extras davonbrausen. Aber sie haben es nicht auf den Schmuck abgesehen. |           |                            |                           |                      |                                       |                   |                                     |
| 75 | 4         | Stirb an einem anderen Tag | Time’s Up                 | 17. Okt. 2007        | 22. Sep. 2008                         | Rob Bailey        | Trey Callaway                       |
| Ein nackter Mann mit blutverschmierter Brust und einem seltsamen Helm auf dem Kopf taumelt ins Polizeipräsidium und bezichtigt sich selbst, einen Mord begangen zu haben. Zudem behauptet er, dass der Mord erst am nächsten Tag geschehen würde. Kurz darauf bricht er tot zusammen. |           |                            |                           |                      |                                       |                   |                                     |
| 76 | 5         | Die Venusfalle             | Down the Rabbit Hole      | 24. Okt. 2007        | 29. Sep. 2008                         | Christine Moore   | Sam Humphrey & Peter M. Lenkov      |
| Cheryl Miller, eine junge Frau, deren Aussehen durch mehrere Schönheitsoperationen dem einer Schaufensterpuppe ähnelt, wird tot aufgefunden. |           |                            |                           |                      |                                       |                   |                                     |
| 77 | 6         | Nacht der lebenden Toten   | Boo                       | 31. Okt. 2007        | 6. Okt. 2008                          | Joe Dante         | Peter M. Lenkov & Daniele Nathanson |
| Danny und Lindsay werden in das kleine Städtchen Amityville auf Long Island abgeordert. Es sieht so aus, als habe Gil Duncan einige Familienmitglieder erschossen und sich anschließend selbst gerichtet. Die einzige Überlebende ist Gils Tochter Rose, doch die steht so unter Schock, dass von ihr keine Aussage zu erwarten ist. |           |                            |                           |                      |                                       |                   |                                     |
| 78 | 7         | Racheengel                 | Commuted Sentences        | 7. Nov. 2007         | 13. Okt. 2008                         | Oz Scott          | John Dove                           |
| Mitchell Bentley ist wegen Vergewaltigung an der jungen Fern Lazlow angeklagt. Bentleys Anwalt gelingt es jedoch, bei der Gerichtsverhandlung einen Freispruch zu erwirken. Wenige Tage später wird Bentley vor Lazlows Haus ermordet aufgefunden – er wurde mit mehreren Messerstichen regelrecht hingerichtet. |           |                            |                           |                      |                                       |                   |                                     |
| 79 | 8         | Giftiger Cocktail          | Buzzkill                  | 14. Nov. 2007        | 20. Okt. 2008                         | Jeffrey Hunt      | Jill Abbinanti                      |
| Mac und sein Team werden zu einem makaber anmutenden Tatort gerufen: Jenna Donovan, die als Model für eine Werbekampagne arbeitete, liegt tot in einem überdimensionalen Martiniglas, das zu Werbezwecken am Times Square aufgestellt wurde. Neben dem Martiniglas steht eine Reklameleuchttafel, die irgendjemand mit Tennisbällen beworfen hat. Dadurch lösten sich einige Kabel, deren Enden in das Glas fielen, was wiederum einen Kurzschluss zur Folge hatte. Die Obduktion der Leiche ergibt jedoch, dass Jenna Donovan nicht an einem Stromschlag, sondern an einem Lungenödem starb. |           |                            |                           |                      |                                       |                   |                                     |
| 80 | 9         | Blutiges Puzzle            | One Wedding and a Funeral | 21. Nov. 2007        | 27. Okt. 2008                         | Rob Bailey        | Barbie Kligman                      |
| Emma Blackston will ihren Geliebten heiraten, doch auf einmal beginnt eine große Schlägerei auf der Hochzeitsfeier. Deswegen will sie ihren Mann Brett Dohn zur Hilfe holen, aber als sie ihn anspricht, antwortet er nicht und sie bemerkt, dass er tot ist. Während der Ermittlungen findet Stella ein Paket auf der Kühlerhaube ihres Autos, das sie für eine Bombe hält, aber ein Puzzle enthält. |           |                            |                           |                      |                                       |                   |                                     |
| 81 | 10        | Zimmer 333                 | The Thing About Heroes    | 28. Nov. 2007        | 3. Nov. 2008                          | Anthony Hemingway | Pam Veasey                          |
| Das Team bekommt wieder ein Paket, das dieses Mal eine Miniatur des Tribune Towers ist. Deswegen reist Mac nach Chicago und findet dort eine Leiche. An die Wand wurde mit Blut ein Buchstabenrätsel gemalt, das Mac fast sofort lösen kann. Währenddessen untersuchen seine Kollegen einen Mord an einem Schaffner in New York. Aber während sie den Zug untersuchen, fährt er auf einmal los und keine Notbremse funktioniert mehr. Danny schafft es in letzter Sekunde, den Zug zu stoppen.                                                                                                |           |                            |                           |                      |                                       |                   |                                     |
| 82 | 11        | Schlechter Scherz          | Child’s Play              | 12. Dez. 2007        | 10. Nov. 2008                         | Jeffrey Hunt      | Trey Callaway & Pam Veasey          |
| Ein Mann wird von einer explodierenden Zigarre getötet. Nun muss herausgefunden werden, wer ihm die gegeben hat. |           |                            |                           |                      |                                       |                   |                                     |
| 83 | 12        | Kaltes Herz                | Happily Never After       | 9. Jan. 2008         | 17. Nov. 2008                         | Marshall Adams    | Daniele Nathanson & Noah Nelson     |
| Luxushotelbesitzerin Fiona Chisolm wird tot inmitten des Kunstschneeparadieses ihres Hotelgartens gefunden. Die Todesursache: ein vereistes Herz. In Fionas Herz wurde flüssiger Stickstoff gespritzt, was zum sofortigen Herzstillstand führte. |           |                            |                           |                      |                                       |                   |                                     |
| 84 | 13        | Schrot und Kern            | All in the Family         | 23. Jan. 2008        | 24. Nov. 2008                         | Rob Bailey        | Wendy Battles                       |
| Die junge Emily Miller wird vor einem Blumenladen von einem herunterfallenden Gewehr getötet. Über die Frage, wo es her kam und wer es fallengelassen hat, kommen die Ermittler einem weiteren Verbrechen auf die Spur. |           |                            |                           |                      |                                       |                   |                                     |
| 85 | 14        | Brennender Asphalt         | Playing with Matches      | 6. Feb. 2008         | 1. Dez. 2008                          | Christine Moore   | Bill Haynes                         |
| Ein Feuerwehrwagen ist auf dem Weg zu einem Einsatz, doch dann fliegt eine brennende Leiche gegen die Windschutzscheibe. |           |                            |                           |                      |                                       |                   |                                     |
| 86 | 15        | Killer-Lady                | DOA for a Day             | 2. Apr. 2008         | 8. Dez. 2008                          | Christine Moore   | Peter M. Lenkov & John Dove         |
| Die Auftragskillerin, die vor kurzem mehrere Leute tötete, die sie über Second Life kennengelernt hatte, wird übers Fernsehen gesucht. Als sie ihren Unterschlupf finden, entdecken sie etwas Schreckliches. |           |                            |                           |                      |                                       |                   |                                     |
| 87 | 16        | Brandzeichen               | Right Next Door           | 9. Apr. 2008         | 15. Dez. 2008                         | Rob Bailey        | Pam Veasey                          |
| Im Haus von Stella bricht nachts ein Feuer aus. Ein paar Wohnungen weiter wird eine verkohlte Leiche gefunden. Doch wer hat das Feuer gelegt und warum? |           |                            |                           |                      |                                       |                   |                                     |
| 88 | 17        | Der Schokomörder           | Like Water for Murder     | 16. Apr. 2008        | 12. Jan. 2009                         | Anthony Hemingway | Sam Humphrey                        |
| Ein verliebtes Paar stolpert bei einem Ausflug am Strand buchstäblich über eine verstümmelte Frauenleiche. Neben der Toten wurde ein riesiger Haifisch angeschwemmt. |           |                            |                           |                      |                                       |                   |                                     |
| 89 | 18        | Abschlussball              | Admissions                | 30. Apr. 2008        | 19. Jan. 2009                         | Rob Bailey        | Zachary Reiter                      |
| Auf dem Abschlussball der Nathanson Academy High School wird im Chemielabor der Vertrauenslehrer Robert Greggs brutal erschlagen. |           |                            |                           |                      |                                       |                   |                                     |
| 90 | 19        | Böses Foul                 | Personal Foul             | 7. Mai 2008          | 26. Jan. 2009                         | David Von Ancken  | Trey Callaway                       |
| In der Halbzeitpause eines Basketballspiels gibt es immer ein Gewinnspiel um 1.000.000 $ zu gewinnen. Ein Zuschauer muss von der Mittellinie in den Korb treffen. Der Zuschauer trifft und kurze Zeit später fällt er zu Boden und ist tot… |           |                            |                           |                      |                                       |                   |                                     |
| 91 | 20        | Taxi in den Tod            | Taxi                      | 14. Mai 2008         | 2. Feb. 2009                          | Christine Moore   | Barbie Kligman & John Dove          |
| Seit geraumer Zeit hält nun schon der sogenannte „Taximörder“ die Polizei von New York in Atem. Ein toter Polizist, der aus einem Taxi geworfen wurde, wird als das jüngste Opfer des unbekannten Serienmörders vermutet. |           |                            |                           |                      |                                       |                   |                                     |
| 92 | 21        | Tod im Tresor              | Hostage (1)               | 21. Mai 2008         | 9. Feb. 2009                          | Rob Bailey        | Zachary Reiter & Peter M. Lenkov    |
| Mac wird mit einem ungewöhnlichen und äußerst gefährlichen Einsatz betraut. Ein Bankräuber, der sich selbst Joe nennt, hat im Gebäude der Bank mehrere Angestellte als Geiseln genommen. |           |                            |                           |                      |                                       |                   |                                     |

## Staffel 5
Die Erstausstrahlung der fünften Staffel war vom 24. September 2008 bis zum 20. Mai 2009 auf dem US-amerikanischen Sender CBS zu sehen. Die deutschsprachige Erstausstrahlung sendete der deutsche Free-TV-Sender VOX vom 7. September 2009 bis zum 8. März 2010.
| Nr. (ges.) | Nr. (St.) | Deutscher Titel    | Originaltitel                | Erstausstrahlung USA | Deutschsprachige Erstausstrahlung (D) | Regie               | Drehbuch                                          |
| --- | --------- | ------------------ | ---------------------------- | -------------------- | ------------------------------------- | ------------------- | ------------------------------------------------- |
| 93 | 1         | Fette Beute        | Veritas (2)                  | 24. Sep. 2008        | 7. Sep. 2009                          | David Von Ancken    | Zachary Reiter & Pam Veasey                       |
| Joe ist mit Mac in einem Polizeiauto vor den Verfolgern bis nach New Jersey geflohen. Das Auto landet jedoch in einem Fluss und Mac kann sich nur in letzter Sekunde retten. Er hat keinerlei Erinnerungen mehr an den Vorfall… |           |                    |                              |                      |                                       |                     |                                                   |
| 94 | 2         | Das Buch der Toten | Page Turner                  | 1. Okt. 2008         | 14. Sep. 2009                         | Frederick E.O. Toye | Trey Callaway                                     |
| Eine junge Frau bricht nach einem Konzert tot zusammen. In der Gerichtsmedizin stellt Sid gerade noch fest, dass die Frau mit radioaktiven Metall Kontakt hatte und verstrahlt ist, bevor er aufgrund der Strahlung das Bewusstsein verliert. |           |                    |                              |                      |                                       |                     |                                                   |
| 95 | 3         | Über den Wolken    | Turbulence                   | 8. Okt. 2008         | 21. Sep. 2009                         | Matt Earl Beesley   | Gary Sinise & Jeremy Littman                      |
| Bei einem Flug von New York wird die Leiche eines Flugmarschalls in der Toilette entdeckt. Mac Taylor ist an Bord und beginnt sofort mit den Ermittlungen. |           |                    |                              |                      |                                       |                     |                                                   |
| 96 | 4         | Entpuppt           | Sex, Lies, And Silicone      | 22. Okt. 2008        | 28. Sep. 2009                         | Jonathan Glassner   | Wendy Battles                                     |
| Eine Frau bricht auf einem Straßenfest tot zusammen. Die Zeugin, die das Ganze aus dem Fenster gesehen haben musste, war nur eine Puppe. |           |                    |                              |                      |                                       |                     |                                                   |
| 97 | 5         | Im Untergrund      | The Cost of Living           | 29. Okt. 2008        | 5. Okt. 2009                          | Rob Bailey          | John Dove                                         |
| Der berühmte Archäologe James Sutton wird in einer Gasse erschossen aufgefunden. Die Ermittler erfahren, dass er kurz vor seinem Tod seinen Freunden von einer außergewöhnlichen Entdeckung im Untergrund von New York erzählt hatte. Wertgegenstände des Opfers werden bei dem Rattenfänger Wolford Bessie gefunden. Nach ebendiesem wurde Stella gefragt, als sie von einem rätselhaften Mann angegriffen wurde.                                         |           |                    |                              |                      |                                       |                     |                                                   |
| 98 | 6         | Drei Rächer        | Enough                       | 5. Nov. 2008         | 12. Okt. 2009                         | Alex Zakrzewski     | Zachary Reiter                                    |
| Drei Männer werden an unterschiedlichen Orten einen Tag vor ihrem Gerichtstermin ermordet. |           |                    |                              |                      |                                       |                     |                                                   |
| 99 | 7         | Leiche im Keller   | Dead inside                  | 12. Nov. 2008        | 19. Okt. 2009                         | Christine Moore     | Pam Veasey & Daniele Nathanson                    |
| Ein Haus zieht um, aber der Keller bleibt dort. Und in diesem Keller findet man einen Toten. Doch wer hat ihn umgebracht? |           |                    |                              |                      |                                       |                     |                                                   |
| 100 | 8         | Mac ist tot        | My Name is Mac Taylor        | 19. Nov. 2008        | 26. Okt. 2009                         | Rob Bailey          | Pam Veasey                                        |
| Innerhalb von einer Woche werden in New York zwei Männer umgebracht, die beide Mac Taylor hießen. |           |                    |                              |                      |                                       |                     |                                                   |
| 101 | 9         | Autofriedhof       | The Box                      | 26. Nov. 2008        | 2. Nov. 2009                          | Oz Scott            | Peter M. Lenkov & Bill Haynes                     |
| Auf einem Autofriedhof gehen alle ihrer Arbeit nach, als auf einmal aus einem Auto Verwesungsflüssigkeit läuft. Als erstes tappen die Ermittler im Dunklen, weil sie nicht einmal wissen, wer die Frau ist. Doch dann erkennt Lindsay sie wieder. Davor hatte sie Danny – nach einigem hin und her -gesagt, dass sie von ihm schwanger ist. |           |                    |                              |                      |                                       |                     |                                                   |
| 102 | 10        | Verstrahlt         | The Triangle                 | 10. Dez. 2008        | 9. Nov. 2009                          | Jeff Thomas         | Trey Callaway                                     |
| Ein Geldtransporter wird durch extrem hohe Mikrowellenstrahlung außer Betrieb gesetzt. Der erste Verdacht führt zum Empire State Building. |           |                    |                              |                      |                                       |                     |                                                   |
| 103 | 11        | Verbotene Frucht   | Forbidden Fruit              | 17. Dez. 2008        | 16. Nov. 2009                         | John Behring        | Peter M. Lenkov & Jill Abbinanti                  |
| Eine Frau stirbt nach einer Party, auf der Speisen wie Mäusehirn, Lebertran und Schweinefüße serviert wurden. Stella versucht, einem Mann auf die Spur zu kommen, der sie vor einiger Zeit überfallen hat. Mac trifft per Zufall eine junge Frau wieder, die er bei den Ermittlungen in einem früheren Mordfall kennengelernt hat. |           |                    |                              |                      |                                       |                     |                                                   |
| 104 | 12        | Die Braut trug rot | Help                         | 14. Jan. 2009        | 23. Nov. 2009                         | David M. Barrett    | Sam Humphrey                                      |
| Auf einem Schlussverkauf für Brautkleider wird eine Frau tot aufgefunden. An ihr befinden sich Beweismittel, die sie mit dem Mord an einer Sängerin aus der U-Bahn in Verbindung bringen. Dieser weist wiederum Parallelen zur Vorgehensweise eines Serienvergewaltigers acht Jahre zuvor auf. |           |                    |                              |                      |                                       |                     |                                                   |
| 105 | 13        | Die Leiche im Müll | Rush to Judgment             | 21. Jan. 2009        | 30. Nov. 2009                         | Rob Bailey          | Wendy Battles                                     |
| Im Müll werden die Teile einer zersägten Leiche entdeckt. Sie gehören einem Ringertrainer an einer Highschool. Der Fall nimmt eine Wende, als das Team des CSI auf dem Computer des Opfers pornografische Bilder eines Jungen entdeckt. |           |                    |                              |                      |                                       |                     |                                                   |
| 106 | 14        | Mädchenhandel      | She's Not There              | 11. Feb. 2009        | 7. Dez. 2009                          | Nelson McCormick    | John Dove & Pam Veasey                            |
| Als ein Mann aus der Ukraine tot aufgefunden wird, sieht erst alles nach Raubmord aus. Doch als sich herausstellt, dass er auf der Suche nach seiner verschwundenen Tochter war, kommen die Ermittler einem Mädchenschmuggelring auf die Spur. |           |                    |                              |                      |                                       |                     |                                                   |
| 107 | 15        | Chaostage          | The Party's Over             | 18. Feb. 2009        | 14. Dez. 2009                         | Oz Scott            | Barbie Kligman                                    |
| Der stellvertretende Bürgermeister fällt, zusammen mit einigen Luftballons, tot von der Decke bei einer Wohltätigkeitsveranstaltung. Aber die Ermittlungen werden durch den Streik der New Yorker Polizei beeinträchtigt. |           |                    |                              |                      |                                       |                     |                                                   |
| 108 | 16        | Unter Geiern       | No Good Deed                 | 25. Feb. 2009        | 4. Jan. 2010                          | Matt Earl Beesley   | Rusty Cundieff & Floyd Byars                      |
| Ein Raubvogel lässt ein menschliches Auge in einen Kaffeebecher fallen. Die Spur führt zu einem Mann, der tot auf seiner Dachterrasse liegt. |           |                    |                              |                      |                                       |                     |                                                   |
| 109 | 17        | Der Anschlag       | Green Piece                  | 11. März 2009        | 11. Jan. 2010                         | Jeffrey Hunt        | Zachary Reiter                                    |
| Vor dem Haus eines Besitzers einer Elektroschrott-Recycling Firma detoniert eine Autobombe. Als erstes scheint es, dass niemand verletzt wurde, doch dann wird die Leiche einer Frau gefunden. |           |                    |                              |                      |                                       |                     |                                                   |
| 110 | 18        | Innere Werte       | Point of No Return           | 18. März 2009        | 18. Jan. 2010                         | Rob Bailey          | Peter M. Lenkov & Bill Haynes                     |
| Ein Zimmermädchen eines Motels entdeckt während ihres Dienstes eine Leiche und ein Päckchen Drogen. Sie will zuerst die Polizei anrufen, entscheidet sich aber dann anders und verschwindet mit dem Päckchen. |           |                    |                              |                      |                                       |                     |                                                   |
| 111 | 19        | Der tote Häuptling | Communication Breakdown      | 25. März 2009        | 25. Jan. 2010                         | John Keris          | Trey Callaway                                     |
| Der Häuptling des Montika-Indianer-Stamms Amos Delaware stirbt während eines handfesten Streits in einem Zug mit einem bewaffneten Mann. Doch die Kugel, die ihn traf, wurde nicht von dem Mann abgefeuert und, wie sich nachher herausstellt, tötete sie ihn nicht. Es war ein altes Mordwerkzeug und zwar der „Wolfskiller“. |           |                    |                              |                      |                                       |                     |                                                   |
| 112 | 20        | Letzter Ausweg     | Prey                         | 8. Apr. 2009         | 1. Feb. 2010                          | Marshall Adams      | Wendy Battles & Noah Nelson                       |
| Das Team bekommt eine E-Mail, in der sich ein Bild eines toten Mannes und die Adresse dessen Aufenthaltsorts befinden. An dem Tatort finden sie einige Hinweise, doch widersprechen sie sich. Da fällt Stella etwas ein. |           |                    |                              |                      |                                       |                     |                                                   |
| 113 | 21        | Tiefer Fall        | The Past, Present and Murder | 15. Apr. 2009        | 8. Feb. 2010                          | David Von Ancken    | Sam Humphrey & Danielle Nathanson                 |
| In das Büro von Robert Dunbrook wird eingebrochen und er stellt den Einbrecher. Im Kampf fällt der Einbrecher durch die Scheibe und fällt sehr tief, sodass er nie überleben könnte. Aber kurze Zeit später ist der Einbrecher vom Tatort verschwunden. Während der Ermittlungen fällt dem Team auf, dass es eigentlich unmöglich ist in Dunbrooks Büro zu kommen, denn es ist mit einem Fingerabdruckserkenner gesichert.                                 |           |                    |                              |                      |                                       |                     |                                                   |
| 114 | 22        | Relikt             | Yahrzeit                     | 29. Apr. 2009        | 15. Feb. 2010                         | Norberto Barba      | Barbie Kligman & Peter M. Lenkov                  |
| Während einer Auktion schleppt sich der angeschossene Xander Green noch mit letzter Kraft in die Auktionshalle, fällt dort aber tot um. Die Ermittler finden in seiner Tasche ein Handy, das noch eine aktive Verbindung hat. Kann ihnen diese Person weiterhelfen? |           |                    |                              |                      |                                       |                     |                                                   |
| 115 | 23        | Schuld und Sühne   | Greater Good                 | 6. Mai 2009          | 22. Feb. 2010                         | Alex Zakrzewski     | Pam Veasey                                        |
| An seinem freien Tag untersucht Mac nochmal einen längst abgeschlossenen Fall, bei dem ein 16-jähriges Mädchen durch einen Autounfall tödlich verunglückte und der Fahrer alle Schuld auf sich nahm. Dabei entdeckt er einige Ungereimtheiten. |           |                    |                              |                      |                                       |                     |                                                   |
| 116 | 24        | Schattenmord       | Grounds For Deception        | 13. Mai 2009         | 1. März 2010                          | Duane Clark         | Melina Kanakaredes                                |
| Während einer Theateraufführung geschieht ein Mord hinter der Bühne, den alle Theaterbesucher mitverfolgt haben, doch keiner hat den Mörder richtig gesehen. Während der Ermittlungen stellt sich heraus, dass der Tote mit einem geschichtlich sehr wertvollen Dolch erstochen wurde, und zwar mit dem Dolch, der Alexander dem Großen als Grabbeigabe in seiner letzten Ruhestätte mitgegeben wurde.                                                     |           |                    |                              |                      |                                       |                     |                                                   |
| 117 | 25        | Abschied für immer | Pay Up (1)                   | 20. Mai 2009         | 8. März 2010                          | Rob Bailey          | Anthony E. Zuiker, Carol Mendelsohn & Ann Donahue |
| Der einflussreiche Zeitungsverleger und mächtige Medienmogul Robert Dunbrook ist wegen Betrugs und Veruntreuung in mehreren Fällen angeklagt. Kronzeuge der Staatsanwaltschaft ist ausgerechnet Dunbrooks Sohn Connor. Kurz vor der Gerichtsverhandlung tauchen mehrere maskierte Männer auf und liefern sich ein heftiges Feuergefecht mit Connors Bewachern. Unter ihnen befindet sich auch Detective Jessica Angell, die im Kugelhagel ums Leben kommt. |           |                    |                              |                      |                                       |                     |                                                   |

## Staffel 6
Die Erstausstrahlung der sechsten Staffel war vom 23. September 2009 bis zum 26. Mai 2010 auf dem US-amerikanischen Sender CBS zu sehen. Die deutschsprachige Erstausstrahlung der ersten beiden Folgen sendete der deutsche Free-TV-Sender VOX am 20. und am 27. September 2010, die der Folgen drei bis fünf sendete der Schweizer Sender 3+ vom 1. bis zum 15. Oktober 2010, die der sechsten Folge sendete wieder der deutsche Sender VOX am 25. Oktober 2010, die der siebten Folge sendet der österreichische Sender ORF 1 am 18. November 2010. Von der achten bis zur fünfzehnte Folge sendet sie VOX vom 1. November bis zum 20. Dezember 2010. Die Folgen 16 bis 18 strahlte der österreichische Sender ORF 1 vom 20. Dezember bis zum 27. Dezember 2010 zuerst aus. Die restlichen Folgen waren wiederum auf VOX vom 31. Januar bis 28. Februar 2011 zu sehen.
| Nr. (ges.) | Nr. (St.) | Deutscher Titel               | Originaltitel                | Erstausstrahlung USA | Deutschsprachige Erstausstrahlung (D/CH/A) | Regie               | Drehbuch                              |
| --- | --------- | ----------------------------- | ---------------------------- | -------------------- | ------------------------------------------ | ------------------- | ------------------------------------- |
| 118 | 1         | Zersplittert                  | Epilogue (2)                 | 23. Sep. 2009        | 20. Sep. 2010                              | David Von Ancken    | Pam Veasey                            |
| Ein Monat ist vergangen, seit das CSI-Team bei der Gedenkveranstaltung für ihre verstorbene Kollegin Jessica Angell in den Kugelhagel unbekannter Schützen geraten war. Danny wurde bei der Schießerei so unglücklich von einer Kugel getroffen, dass er nun im Rollstuhl sitzen muss. |           |                               |                              |                      |                                            |                     |                                       |
| 119 | 2         | Schwarze Liste                | Blacklist                    | 30. Sep. 2009        | 27. Sep. 2010                              | Duane Clark         | Peter M. Lenkov                       |
| Der Chef eines Krankenhausunternehmens wird durch das Navigationssystem in eine gefährliche Gasse geleitet. Es stellt sich heraus, dass sich ein an Lungenkrebs erkrankter Computerspezialist an den Verantwortlichen rächt, nachdem seine Behandlung vom Krankenhaus aus Kostengründen nicht durchgeführt wurde. |           |                               |                              |                      |                                            |                     |                                       |
| 120 | 3         | Der Kompass-Mörder            | LAT 40° 47′ N/Long 73° 58′W  | 7. Okt. 2009         | 1. Okt. 2010                               | Matt Earl Beesley   | Trey Callaway                         |
| Auf Ellis Island wird ein Toter gefunden, der sich offensichtlich erhängt hat. Am Tatort findet man einen Kompass. |           |                               |                              |                      |                                            |                     |                                       |
| 121 | 4         | Das DNS-Phantom               | Dead Reckoning               | 14. Okt. 2009        | 8. Okt. 2010                               | Scott White         | John Dove                             |
| Die Frau eines Mordopfers stellt sich der Polizei, allerdings befindet sich nicht ihre DNS auf der Tatwaffe. Es stellt sich dann heraus, dass bei weiteren Straftaten das gleiche DNS Profil gefunden wurde. Das CSI-Team findet aber nur für drei Fälle einen weiteren Zusammenhang und verdächtigt eine Paketzustellerin. Allerdings stellt sich dann heraus, dass die Wattetupfer kontaminiert waren und nicht alle Fälle eine Verbindung haben. |           |                               |                              |                      |                                            |                     |                                       |
| 122 | 5         | Der tote Tänzer               | Battle Scars                 | 21. Okt. 2009        | 15. Okt. 2010                              | Jeff Thomas         | Bill Haynes                           |
| Der junge Streetdancer Jesse Lewis und seine Freundin Brooke Hallworth werden in einem Hotelzimmer Opfer eines Überfalls. Dabei stirbt Jesse und Brooke kann sich nicht mehr an die Geschehnisse erinnern. Das CSI findet dann heraus, dass das Paar bereits früher einmal überfallen worden ist. Jesse beschuldigte sich selbst, dass er Brooke nicht beschützt habe und bat seinen Freund sie zu überfallen. Allerdings löste sich ein Schuss und Brooke kann den Täter erkennen. |           |                               |                              |                      |                                            |                     |                                       |
| 123 | 6         | Die Nudel-Orgie               | It Happened To Me            | 4. Nov. 2009         | 25. Okt. 2010                              | Alex Zakrzewski     | Wendy Battles & Pam Veasey            |
| Der Finanzberater Martin Stafford wird tot auf einem Parkplatz entdeckt. Nur wenige Stunden zuvor hatte Hawkes den Mann wegen Nasenbluten behandelt, sich aber über den Notruf geärgert, weil seiner Meinung nach keine schwere Erkrankung vorlag. Nun macht er sich Vorwürfe – zumal die Todesursache nur schwer herauszufinden ist. Doch dann bringt eine Nudel die Ermittler auf die richtige Spur. |           |                               |                              |                      |                                            |                     |                                       |
| 124 | 7         | Reise in den Abgrund – Teil 2 | Hammer Down (2)              | 11. Nov. 2009        | 18. Nov. 2010                              | Scott Lautanen      | Peter M. Lenkov & Pam Veasey          |
| Um ein vermisste junge Frau zu finden, arbeiten die Ermittler aus Miami, New York und Las Vegas zusammen – doch noch immer gibt es keine heiße Spur zu Madeline Briggs. |           |                               |                              |                      |                                            |                     |                                       |
| 125 | 8         | Irre                          | Cuckoo's Nest                | 18. Nov. 2009        | 1. Nov. 2010                               | Jeffrey Hunt        | Zachary Reiter & Aaron Rahsaan Thomas |
| Zwei Finanzberater feiern gemeinsam mit Freunden auf einem Partyboot, als plötzlich ein ehemaliger Mitarbeiter vor ihnen steht, der vor einiger Zeit entlassen wurde. Er erschießt einen der beiden und ist im Begriff, auch seinen anderen Chef zu ermorden, als plötzlich ein Mann von einer Brücke auf den Attentäter fällt und so den Amoklauf beendet. |           |                               |                              |                      |                                            |                     |                                       |
| 126 | 9         | Morgengrauen                  | Manhattanhenge               | 25. Nov. 2009        | 8. Nov. 2010                               | Matt Earl Beesley   | Trey Callaway                         |
| Mac und seinem Team ist es bisher nicht gelungen, den psychopathischen 'Kompass-Killer' ausfindig zu machen, der bereits drei Menschenleben auf dem Gewissen hat und so genannt wird, da er jedes Mal einen Kompass bei seinen Opfern hinterlässt. Bei den Ermittlungen spielt das Phänomen der Manhattanhenge eine Rolle, nach der die Episode im Original benannt ist. |           |                               |                              |                      |                                            |                     |                                       |
| 127 | 10        | Gruselkabinett                | Death House                  | 9. Dez. 2009         | 15. Nov. 2010                              | Norberto Barba      | JP Donahue & Kevin Polay              |
| In einem mit unzähligen Fallen ausgestatteten Apartment wird eine mumifizierte Leiche gefunden. |           |                               |                              |                      |                                            |                     |                                       |
| 128 | 11        | Überrollt                     | Second Chances               | 16. Dez. 2009        | 22. Nov. 2010                              | Eric Laneuville     | John Dove                             |
| Ein angeblich cleaner Junkie wird überfahren. Er starb aber bereits vorher an einer Überdosis Heroin. |           |                               |                              |                      |                                            |                     |                                       |
| 129 | 12        | Rache des Gesetzes            | Criminal Justice             | 13. Jan. 2010        | 29. Nov. 2010                              | Christine Moore     | Bill Haynes                           |
| Die 18-jährige Christine Reynolds ist auf brutale Weise erstochen worden. Ihrem mutmaßlichen Mörder, Antonio Reyes, wird vor Gericht der Prozess gemacht. |           |                               |                              |                      |                                            |                     |                                       |
| 130 | 13        | Schön tot                     | Flag On The Play             | 20. Jan. 2010        | 6. Dez. 2010                               | Jeffrey Hunt        | Wendy Battles                         |
| Eine Footballspielerin wird tot in der Umkleide in einer Badewanne entdeckt. Ein Jahr vorher ist schon mal eine Spielerin aus derselben Mannschaft ums Leben gekommen. |           |                               |                              |                      |                                            |                     |                                       |
| 131 | 14        | Blutsauger                    | Sanguine Love                | 3. Feb. 2010         | 13. Dez. 2010                              | Norberto Barba      | Carmine Giovinazzo                    |
| Eine Fotografin wird im Park getötet. An ihrer Hand entdecken die Ermittler eine Narbe, die sie zu einer Vampirgruppe führt. |           |                               |                              |                      |                                            |                     |                                       |
| 132 | 15        | Boxenstopp                    | The Formula                  | 10. Feb. 2010        | 20. Dez. 2010                              | Matt Earl Beesley   | Aaron Rahsaan Thomas                  |
| Während eines Autorennens explodiert das Rennauto eines Teilnehmers. Er selbst stirbt im Krankenhaus. |           |                               |                              |                      |                                            |                     |                                       |
| 133 | 16        | Die Axt                       | Uncertainty Rules            | 3. März 2010         | 20. Dez. 2010                              | Jeff Thomas         | Zachary Reiter                        |
| Ein junger Mann rennt nachts mit einer blutverschmierten Axt auf der Straße rum und schlägt nach Autos. Aber leider kann er sich nur bruchstückhaft erinnern, was vorher passiert ist. |           |                               |                              |                      |                                            |                     |                                       |
| 134 | 17        | Goldener Schlag               | Pot Of Gold                  | 10. März 2010        | 27. Dez. 2010                              | Eriq La Salle       | Trey Callaway                         |
| Am Rande der Feierlichkeiten zum Saint Patrick’s Day in New York werden zwei Männer tot in einem Lagerhaus aufgefunden. Das eine Opfer, der bekannte Journalist Michael Paley, wurde mit einem gezielten Schuss in den Hinterkopf getötet. Paley hatte sich in der Branche einen Namen gemacht, indem er verdeckt und auf eigene Faust den Schattenseiten der Stadt auf den Grund ging und seine Enthüllungsstorys im Internet veröffentlichte. Durch seine Tätigkeit hatte er sich aber auch viele Feinde gemacht. Die Identität des zweiten Opfers am Tatort bleibt jedoch im Dunkeln – und auch die Todesursache ist mehr als rätselhaft: Denn der andere Mann wurde offenbar mit einem Goldbarren erschlagen, welcher am folgenden Tag bei der New Yorker Zentralbank auftaucht. |           |                               |                              |                      |                                            |                     |                                       |
| 135 | 18        | Ruhe sanft                    | Rest In Peace, Marina Garito | 7. Apr. 2010         | 27. Dez. 2010                              | Allison Liddi-Brown | Pam Veasey                            |
| Fünfzehn Jahre lang hat Marina Garito nach ihrem seit ihrer Kindheit vermissten Zwillingsbruder Luke gesucht. Inzwischen hat man ihn längst für tot erklärt, auch wenn seine Leiche nie gefunden wurde. Jetzt wird Marina selbst tot in ihrer Wohnung aufgefunden. Alles deutet darauf hin, dass sie sich selbst das Leben genommen hat. |           |                               |                              |                      |                                            |                     |                                       |
| 136 | 19        | Höllentag                     | Redemption                   | 14. Apr. 2010        | 31. Jan. 2011                              | Steven DePaul       | Peter M. Lenkov & Bill Haynes         |
| Der verurteilte Mörder Reggie Tifford wartet im Todestrakt des Gefängnisses auf seine Hinrichtung. Am Abend vor seiner Exekution verlangt er jedoch, Dr. Sheldon Hawkes vom New Yorker CSI zu sprechen. Er gesteht ihm, vor Jahren dessen Schwester Maya getötet zu haben und bittet ihn aus Reue, seiner Hinrichtung als Zeuge beizuwohnen. Doch als das Todesurteil wenig später vollstreckt werden soll, bricht einer der Aufseher plötzlich unter heftigen Krämpfen zusammen. Sheldon kann nur noch den Tod des Mannes durch eine Zyanidvergiftung feststellen und vermutet, dass Tifford hierbei seine Hände im Spiel gehabt hat. |           |                               |                              |                      |                                            |                     |                                       |
| 137 | 20        | Gladiator                     | Tales from the Undercard     | 5. Mai 2010          | 7. Feb. 2011                               | Skipp Sudduth       | Aaron Rahsaan Thomas & Steven Fidler  |
| Bei den Arbeiten auf einer New Yorker Baustelle tritt plötzlich eine große Menge Blut zu Tage. Mac und sein Team finden daraufhin in der Baugrube die übel zugerichtete Leiche eines Mannes, die im Zement begraben wurde. Doch eine andere Beobachtung gibt den Ermittlern ein noch viel größeres Rätsel auf: Der Mann im Zement trägt die Kämpfermontur eines antiken Gladiators. |           |                               |                              |                      |                                            |                     |                                       |
| 138 | 21        | Bauchschuss                   | Unusual Suspects             | 12. Mai 2010         | 14. Feb. 2011                              | Marshall Adams      | John Dove & Wendy Battles             |
| Der Teenager Nicky Harris wird mit einer gefährlichen Schussverletzung am Bauch in ein Krankenhaus eingeliefert. Begleitet wird er von seinem jüngeren Bruder Sam, der zwar dabei war, als Nicky angeschossen wurde, jedoch zum Geschehen keine genaueren Angaben machen kann. |           |                               |                              |                      |                                            |                     |                                       |
| 139 | 22        | Das Fenster zum Hof           | Point of View                | 19. Mai 2010         | 21. Feb. 2011                              | Alex Zakrzewski     | Pam Veasey                            |
| Während Mac sich, nachdem er verletzt wurde, zuhause erholt, wird er Zeuge eines mysteriösen Austauschs, der zu einem Mord führt, und ihn unerwartet mit seiner ehemaligen Geliebten Dr. Peyton Driscoll in Kontakt bringt. |           |                               |                              |                      |                                            |                     |                                       |
| 140 | 23        | Schnitzeljagd                 | Vacation Getaway             | 26. Mai 2010         | 28. Feb. 2011                              | Duane Clark         | Trey Callaway & Zachary Reiter        |
| Die Ermittler folgen einer Spur von Shane Casey und erkennen, dass er Danny, der mit Lindsay und deren Tochter verreist ist und Urlaub macht ins Visier genommen hat. Shane Casey fällt den Leuchtturm hinunter. |           |                               |                              |                      |                                            |                     |                                       |

## Staffel 7
Die Erstausstrahlung der siebten Staffel war zwischen dem 24. September 2010 und dem 13. Mai 2011 auf dem US-amerikanischen Sender CBS zu sehen. Die deutschsprachige Erstausstrahlung war vom 19. September 2011 bis zum 27. Februar 2012 auf VOX und dem ORF eins.
| Nr. (ges.) | Nr. (St.) | Deutscher Titel           | Originaltitel             | Erstausstrahlung USA | Deutschsprachige Erstausstrahlung (D/A) | Regie               | Drehbuch                         |
| --- | --------- | ------------------------- | ------------------------- | -------------------- | --------------------------------------- | ------------------- | -------------------------------- |
| 141 | 1         | Leiche im Labor           | The 34th Floor            | 24. Sep. 2010        | 19. Sep. 2011                           | Duane Clark         | John Dove & Pam Veasey           |
| Shane Casey hält Lucy im Arm und plötzlich erschießt Lindsay Casey. 5 Monate später erhält sie die Tapferkeitsmedaille, aber sie erkennt die Auszeichnung nicht an. Währenddessen betritt die neue Mitarbeiterin Jo, welche Stella Bonasera ersetzt, zum ersten Mal das Labor, das wie ausgestorben ist, da alle bei der Verleihung Lindsays Tapferkeitsmedaille sind, und sieht eine tote junge Frau. Lindsay ist zum letzten Mal beim Therapeuten. Nach der Sitzung wirft sie ihre Medaille weg. Im Labor erhält sie dann einen Brief von Stella und ein Geschenk mit dem Satz: „Bravery is being the only one who knows that you´re afraid“ (Tapfer sein heißt, der einzige zu sein, der weiß, dass du Angst hast.) Danny gibt ihr dann die Medaille wieder und sagt ihr, sie solle daran denken, wen sie gerettet und nicht wen sie erschossen hat. |           |                           |                           |                      |                                         |                     |                                  |
| 142 | 2         | Ihr letzter Chat          | Unfriendly Chat           | 1. Okt. 2010         | 26. Sep. 2011                           | Eric Laneuville     | Trey Callaway                    |
| Adam besucht eine Website im Stile von Chatroulette und sieht dabei, wie eine junge Frau stranguliert wird. Zuerst muss sie allerdings gefunden werden, da die Verbindung getrennt wurde und eine Ortung nicht möglich ist. Im Laufe der Ermittlungen stellt sich dann heraus, dass ihr Freund einen Laptop der Firma Dragga Financials, die in Verdacht der Veruntreuung von Geldern stand, gestohlen und ihr geschenkt hatte. Letztendlich gerät Adam in Gefahr, kann sich aber erfolgreich verteidigen. |           |                           |                           |                      |                                         |                     |                                  |
| 143 | 3         | Blinde Wut                | Damned If You Do          | 8. Okt. 2010         | 10. Okt. 2011                           | Christine Moore     | Zachary Reiter                   |
| Ein Mann wird erschlagen, seine Frau schwer verletzt aufgefunden. Nun gerät deren Sohn in Verdacht. |           |                           |                           |                      |                                         |                     |                                  |
| 144 | 4         | Blutgericht               | Sangre Por Sangre         | 15. Okt. 2010        | 17. Okt. 2011                           | Eric Laneuville     | Aaron Rahsaan Thomas             |
| Der Chef einer örtlichen Gang wurde ermordet. Da Mac nun Blutrache und damit einen Bandenkrieg befürchtet, spricht er mit dem Gründer und Berater der Gang. Der verspricht, keine Racheaktionen zu befehlen. Doch als nach und nach die restlichen Köpfe der Gang getötet werden, droht die Situation zu eskalieren. |           |                           |                           |                      |                                         |                     |                                  |
| 145 | 5         | Blutspur                  | Out of the Sky            | 22. Okt. 2010        | 24. Okt. 2011                           | Nathan Hope         | Christopher Silber               |
| Bei einem Strafverteidiger wird eingebrochen. Dabei wird Schmuck im Wert von mehreren Millionen entwendet und ein Mann erschossen. Das CSI kann die Täter zwar aufspüren, doch auch sie sind alle erschossen worden, ebenso ein junger Mann, der einen Teil des Raubes durch Zufall gefunden hatte. Nun gerät der Anwalt unter Verdacht, da die Mordwaffe in allen Fällen eine auf ihn zugelassene Pistole war. |           |                           |                           |                      |                                         |                     |                                  |
| 146 | 6         | Spurlos                   | Do Not Pass Go            | 29. Okt. 2010        | 31. Okt. 2011                           | David Jackson       | Adam Targum                      |
| Ein Ehepaar, das seinen vermissten Sohn sucht, wird über verschiedene Umwege zu der Leiche eines Jungen geführt. Es stellt sich heraus, dass es nicht ihr Sohn ist. Mac findet heraus, dass diese Umwege gemacht wurden, um die Spuren, die der Mörder hinterlassen hatte, zu verwischen. Dennoch kann die Verbindung zu einem lange zurückliegenden Mord hergestellt werden, wodurch man die Mörderin und damit auch den noch vermissten und überlebenden Jungen findet. |           |                           |                           |                      |                                         |                     |                                  |
| 147 | 7         | Im Fadenkreuz             | Hide Sight                | 5. Nov. 2010         | 7. Nov. 2011                            | Alex Zakrzewski     | Bill Haynes                      |
| Ein Heckenschütze erschießt drei Menschen. Zunächst fällt der Verdacht auf einen jungen Mann, der als Kind entführt und drei Jahre lang gefangen gehalten wurde. Doch dann wird seine Leiche gefunden und Mac bemerkt, dass auch dessen Bruder als Täter in Frage kommen würde. |           |                           |                           |                      |                                         |                     |                                  |
| 148 | 8         | Die Geister, die ich rief | Scared Stiff (1)          | 12. Nov. 2010        | 14. Nov. 2011                           | Marshall Adams      | Kim Clements                     |
| Die Leiche einer jungen Frau wird in einer Gegend des Central Parks gefunden, über die gesagt wird, dass es dort spukt. Tatsächlich wird noch die schon 15 Jahre alte Leiche der Schwester eines hochrangigen Polizisten dort gefunden. Doch während die erste von einem ehemaligen Bestatter erstickt wurde, wurde die zweite erschlagen und erstochen. Der erste Fall wird aufgeklärt, doch der zweite bleibt offen. |           |                           |                           |                      |                                         |                     |                                  |
| 149 | 9         | Mantel des Schweigens     | Justified (2)             | 19. Nov. 2010        | 21. Nov. 2011                           | Jeff Thomas         | John Dove                        |
| Eine junge Frau wurde mit der Ersatzwaffe von Chief Carver erschossen. Bei ihrem Leichnam werden die Papiere der ermordeten Roni Parker, der Schwester von Chief Carver, gefunden. Offenbar war das aktuelle Mordopfer in den Besitz der Papiere gelangt und hatte 15 Jahre unter Ronis Identität gelebt. Ihr Mörder ist schnell überführt, doch die Indizien im Mordfall Roni Parker weisen, zum Entsetzen des ganzen Labors, immer deutlicher auf Chief Carver selbst hin. Hat der Chief wirklich seine drogensüchtige Schwester getötet, um deren Kinder zu sich nehmen zu können? |           |                           |                           |                      |                                         |                     |                                  |
| 150 | 10        | Tod im Schaufenster       | Shop Till You Drop        | 3. Dez. 2010         | 28. Nov. 2011                           | Skipp Sudduth       | Aaron Rahsaan Thomas             |
| Während Mac und Jo einen Taschendieb verhaften, wird die Schaufensterdekoration eines großen Kaufhauses eingeweiht. Dabei kommt die Leiche eines leitenden Angestellten zum Vorschein. Viele Mitarbeiterinnen hatten sich wegen sexueller Nötigung über ihn beschwert und so richtet sich das Augenmerk der Ermittler lange darauf. Doch dann stellt sich heraus, dass die Täterin von ihm erpresst worden war, weil sie Geld gestohlen hatte. |           |                           |                           |                      |                                         |                     |                                  |
| 151 | 11        | Killerclown               | To What End?              | 7. Jan. 2011         | 5. Dez. 2011                            | Eric Laneuville     | Pam Veasey & Zachary Reiter      |
| Der Chef einer Bäckerei wird von einem Clown erschossen. Alles deutet auf einen jungen Mann, der wegen seiner Aussage gegen PCP-Dealer im Zeugenschutzprogramm ist, als Täter hin. Vor allem Flack will nicht daran glauben, doch als sich herausstellt, dass der Ermordete ein Drogenlabor unterhielt, bestätigt sich der Verdacht. Der Täter wird kurze Zeit später verhaftet. |           |                           |                           |                      |                                         |                     |                                  |
| 152 | 12        | Spanisches Blut           | Holding Cell              | 14. Jan. 2011        | 12. Dez. 2011                           | Scott White         | Bill Haynes                      |
| Ein spanischer Clubpromoter wird von seiner Freundin erstochen in seiner Wohnung aufgefunden. Obwohl von einem Gastermittler zunächst ein Raubmord vermutet wird, stellt sich im Lauf der Ermittlungen heraus, dass der Tote depressiv war und den starken Wunsch hatte, zu sterben. Ein erster Versuch war erfolglos geblieben. |           |                           |                           |                      |                                         |                     |                                  |
| 153 | 13        | Partykiller               | Party Down                | 4. Feb. 2011         | 19. Dez. 2011                           | Skipp Sudduth       | Adam Targum                      |
| — |           |                           |                           |                      |                                         |                     |                                  |
| 154 | 14        | Bittere Pillen            | Smooth Criminal           | 11. Feb. 2011        | 2. Jan. 2012                            | Scott White         | Aaron Rahsaan Thomas             |
| Ein Profikiller erschießt drei Menschen, die keinerlei Verbindung zueinander aufweisen, außer dass sie alle wegen schweren Krankheiten Medikamente nahmen. Die Frau, die vom Mörder entführt wurde, hat zu Hause viele Medikamentendöschen. Daher nehmen die Ermittler zunächst an, dass sie diese unterschlagen hat und weiterverkauft. Doch in Wahrheit hat sie Beweise gesammelt gegen die Leiterin ihres Krankenhauses, die die gefälschten Medikamente Patienten verabreicht hat und die Auftraggeberin der Morde war. |           |                           |                           |                      |                                         |                     |                                  |
| 155 | 15        | Mord nach Ansage          | Vigilante                 | 18. Feb. 2011        | 9. Jan. 2012                            | Frederick E.O. Toye | Christopher Silber               |
| Zwei Vergewaltiger werden kurz nacheinander brutal ermordet und die Polizei kriegt jeweils einen Anruf, der sie zur Leiche führt. Zunächst geht das CSI von einem männlichen Täter aus, doch eine Stimmanalyse beweist nicht nur, dass es eine Frau war, sondern auch wer. Anhand eines Schmucksteines wird auch ihre Komplizin überführt. |           |                           |                           |                      |                                         |                     |                                  |
| 156 | 16        | Maskenball                | The Untouchable           | 25. Feb. 2011        | 16. Jan. 2012                           | Vikki Williams      | Kim Clements                     |
| Eine junge Frau starb an einer Überdosis Heroin. Mac bemerkt, dass er sie kennt, da sie ihm seit einem Jahr immer wieder eine seltsame Geschichte erzählt hatte. Er geht davon aus, dass sie einen Mord beobachtet hat. Tatsächlich klärt das CSI mithilfe vieler Einzelheiten, an die sich Mac noch erinnern kann, beide Morde auf. |           |                           |                           |                      |                                         |                     |                                  |
| 157 | 17        | Die Spur des Skorpions    | Do Or Die                 | 11. März 2011        | 23. Jan. 2012                           | Matt Earl Beesley   | Matthew Levine                   |
| In einer New Yorker Elite Schule wird eine Schülerin erschlagen. Das CSI-Team stößt bei seinen Ermittlungen auf eine Mischung von Gewalt, Sex und Drogen unter den Schülern und blickt hinter die Fassade der Schule. |           |                           |                           |                      |                                         |                     |                                  |
| 158 | 18        | Abgezockt                 | Identity Crisis           | 1. Apr. 2011         | 30. Jan. 2012                           | Mike Vejar jr.      | Pam Veasey                       |
| In der New Yorker U-Bahn wird ein scheinbar alter Mann erstochen. Es stellt sich heraus, dass es sich bei dem Opfer um eine Frau handelt, welche maskiert als Trickbetrügerin in der Stadt aktiv war. Dadurch ergeben sich für das CSI viele mögliche Verdächtige. |           |                           |                           |                      |                                         |                     |                                  |
| 159 | 19        | Flambiert                 | Food For Thought          | 8. Apr. 2011         | 6. Feb. 2012                            | Oz Scott            | Trey Callaway                    |
| Ein Gourmet-Imbiss explodiert und der Täter hat scheinbar keine Spuren hinterlassen, weshalb es Dutzende Verdächtige gibt. Das CSI entdeckt bei der Suche unter anderem, dass der Imbiss auch als Tarnung für einen Callgirl-Ring diente. |           |                           |                           |                      |                                         |                     |                                  |
| 160 | 20        | Kofferleiche              | Nothing For Something (1) | 29. Apr. 2011        | 13. Feb. 2012                           | Eric Laneuville     | John Dove                        |
| Das CSI-Team stößt bei der Suche nach einem Serienmörder auf Hinweise, dass noch eine weitere verschwundene Frau ermordet wurde. Sie hatte bei dem Serienmörder für eine Weile gewohnt, wurde dann aber von ihrem Mann umgebracht. Mac wird vor noch ein Rätsel gestellt: Ein vor 17 Jahren von ihm festgenommener Mann, Raymond Harris, taucht mehrmals in seiner Nähe auf. |           |                           |                           |                      |                                         |                     |                                  |
| 161 | 21        | Kugelhagel                | Life Sentence (2)         | 6. Mai 2011          | 20. Feb. 2012                           | Jeffrey Hunt        | Christopher Silber & Adam Targum |
| Zu Beginn wird mit einer AK-47 auf das Labor geschossen und Mac verdächtigt Raymond Harris. Der scheint sich an ihm und seinem ehemaligen Partner Hunt rächen zu wollen. Mac findet auch raus, warum: Bei der Festnahme damals stahl Hunt etwas von dem Drogengeld und erschlug später in einer Panikreaktion Harris’ Verlobte. Harris und Hunt sterben in einer Schießerei am Ende. |           |                           |                           |                      |                                         |                     |                                  |
| 162 | 22        | Vermisst                  | Exit Strategy             | 13. Mai 2011         | 27. Feb. 2012                           | Allison Liddi-Brown | Zachary Reiter & Bill Haynes     |
| Mac rollt einen 9-Jahre alten Fall auf, bei dem 2 Personen während eines Raubüberfalls getötet worden sind. Außerdem wurde ein kleines Mädchen vom Tatort entführt, was bis heute als vermisst gilt. Mac will sie finden. Dieser Fall hat ihm so viel zugesetzt, dass er sich eine kleine Auszeit von seinem Job nehmen will. |           |                           |                           |                      |                                         |                     |                                  |

## Staffel 8
Die Erstausstrahlung der achten Staffel war vom 23. September 2011 bis zum 11. Mai 2012 auf dem US-amerikanischen Sender CBS zu sehen. Die deutschsprachige Erstausstrahlung sendete der deutsche Free-TV-Sender VOX vom 10. September 2012 bis zum 11. März 2013.
| Nr. (ges.) | Nr. (St.) | Deutscher Titel             | Originaltitel       | Erstausstrahlung USA | Deutschsprachige Erstausstrahlung (D) | Regie               | Drehbuch                            |
| --- | --------- | --------------------------- | ------------------- | -------------------- | ------------------------------------- | ------------------- | ----------------------------------- |
| 163 | 1         | Jahrestag                   | Indelible           | 23. Sep. 2011        | 10. Sep. 2012                         | Frederick E.O. Toye | Zachary Reiter & John Dove          |
| 10 Jahre nach dem Anschlag vom 11. September 2001: Mac Taylor arbeitet in einem Labor, das versucht die Opfer des Anschlags doch noch zu identifizieren. Jo Danville leitet die CSI-Abteilung kommissarisch. Danny Messer ist befördert worden und arbeitet nun als uniformierter Polizist in New York. Der Türsteher einer Bar ist erschossen worden und das verbliebene Team folgt den Spuren. Daneben zeigt die Folge in Rückblenden, wie das Leben der Teammitglieder von dem Attentat beeinflusst wurde. Gegen Ende der Episode findet die Gedenkfeier für die Opfer des 11. September statt. |           |                             |                     |                      |                                       |                     |                                     |
| 164 | 2         | Schlussakkord               | Keep It Real        | 30. Sep. 2011        | 17. Sep. 2012                         | Alex Zakrzewski     | Bill Haynes                         |
| Ein junger Student wird ermordet, und sein Mitbewohner ist verschwunden. Verdächtigt wird zunächst einerseits die Freundin des Toten, eine junge Musikerin, andererseits stellt sich heraus, dass er offenbar mit Falschgeld zu tun hatte. |           |                             |                     |                      |                                       |                     |                                     |
| 165 | 3         | Drei Schwestern             | Cavallino Rampante  | 7. Okt. 2011         | 24. Sep. 2012                         | Nathan Hope         | Adam Targum                         |
| In einem gestohlenen Ferrari wird die Leiche einer jungen Frau gefunden. Es stellt sich heraus, dass sie zu einer Familie von Autodieben gehörte und eine ihrer beiden Schwestern spurlos verschwunden ist. Offenbar haben sie sich mit dem falschen Autobesitzer angelegt. |           |                             |                     |                      |                                       |                     |                                     |
| 166 | 4         | Zwielicht                   | Officer Involved    | 14. Okt. 2011        | 1. Okt. 2012                          | Skipp Sudduth       | Christopher Silber                  |
| Danny wird, nachdem er mit drei untergebenen Polizisten eine Bar besucht hat, niedergeschlagen. Als er wieder aufwacht, ist einer der drei Angreifer tot, mit Dannys Waffe erschossen. |           |                             |                     |                      |                                       |                     |                                     |
| 167 | 5         | Blut, Schweiß und Tränen    | Air Apparent        | 21. Okt. 2011        | 8. Okt. 2012                          | Anthony Hemingway   | Aaron Rahsaan Thomas                |
| Eine junge Frau wird in ihrer Wohnung ermordet aufgefunden. Zunächst weist alles auf ihren drogensüchtigen Freund als Täter hin. Aber dann entdeckt das CSI-Team, dass die ihn belastenden Spuren offenbar gezielt gelegt wurden. |           |                             |                     |                      |                                       |                     |                                     |
| 168 | 6         | Offenes Grab                | Get Me Out of Here! | 4. Nov. 2011         | 15. Okt. 2012                         | Scott White         | Trey Callaway                       |
| Auf einem Friedhof wird ein toter Student in einem Grab gefunden. Bei den Ermittlungen stößt das CSI-Team auf ein perfides Spiel innerhalb einer Studentenverbindung. |           |                             |                     |                      |                                       |                     |                                     |
| 169 | 7         | Schamlos                    | Crushed             | 11. Nov. 2011        | 22. Okt. 2012                         | Duane Clark         | Kim Clements                        |
| Auf einer Hausparty stürzen einige der Gäste samt Balkon in die Tiefe. Dabei stirbt offensichtlich die Gastgeberin. Später stellt sich jedoch heraus, dass sie schon vor dem Sturz getötet wurde. In einem zweiten Fall sieht sich Jo Danville mit einem Fall aus ihrer Vergangenheit konfrontiert. Ein Vergewaltiger aus Washington treibt nun in New York sein Unwesen und Danville konnte ihn in Washington vor einigen Jahren aufgrund von Fehlern bei den Ermittlungen nicht überführen. |           |                             |                     |                      |                                       |                     |                                     |
| 170 | 8         | Der Richter und sein Henker | Crossroads (1)      | 18. Nov. 2011        | 29. Okt. 2012                         | Jeff Thomas         | John Dove                           |
| Ein Richter wird auf offener Straße erschossen. Zunächst vermutet das CSI-Team einen Auftragsmord der Russenmafia, aber dann erfährt es, dass er möglicherweise Dreck am Stecken hatte. Währenddessen beginnt das Verfahren gegen den Vergewaltiger aus der vorangehenden Episode, doch es gibt Unstimmigkeiten in der Aussage seines Opfers. |           |                             |                     |                      |                                       |                     |                                     |
| 171 | 9         | Mittel zum Zweck            | Means to an End (2) | 2. Dez. 2011         | 5. Nov. 2012                          | Marshall Adams      | Zachary Reiter & Christopher Silber |
| Das Verfahren gegen den der Vergewaltigung Verdächtigten der vorangegangenen beiden Episoden droht zu platzen, da die Aussagen seines Opfers immer unhaltbarer werden. Dann wird er auch noch ermordet. Doch dank der privaten Ermittlungstätigkeiten eines früheren Kollegen von Jo ergeben sich neue Spuren. |           |                             |                     |                      |                                       |                     |                                     |
| 172 | 10        | Champion                    | Clean Sweep         | 6. Jan. 2012         | 12. Nov. 2012                         | David Von Ancken    | Adam Targum                         |
| Als die verbrannte Leiche eines Cagefighters gefunden wird, verdächtigt das CSI-Team zunächst einen Stalker. Doch dann taucht ein junger Mann auf, dessen Kleidung mit Blut und Benzin getränkt ist. Und schließlich entdeckt Sid an der Leiche Merkwürdiges. |           |                             |                     |                      |                                       |                     |                                     |
| 173 | 11        | Trautes Heim                | Who’s There?        | 13. Jan. 2012        | 19. Nov. 2012                         | Vikki Williams      | Bill Haynes                         |
| Ein wohlhabendes Ehepaar wird zuhause überfallen und ausgeraubt. Dabei kommt der Ehemann ums Leben. Einer der beiden Täter ist zwar schnell gefasst, doch in dem scheinbar einfachen Fall tauchen immer wieder neue Ungereimtheiten und Fragen auf. |           |                             |                     |                      |                                       |                     |                                     |
| 174 | 12        | Undercover                  | Brooklyn 'Til I Die | 3. Feb. 2012         | 26. Nov. 2012                         | Eric Laneuville     | Aaron Rahsaan Thomas                |
| In einer dunklen Gasse wird die Leiche einer jungen Frau gefunden, die einen falschen FBI-Ausweis bei sich hatte. Ihr Begleiter wurde offensichtlich entführt. Die Ermittler finden heraus, dass die beiden an einem merkwürdigen Spiel teilnahmen, aus dem blutiger Ernst wurde. |           |                             |                     |                      |                                       |                     |                                     |
| 175 | 13        | Der Domino-Effekt           | The Ripple Effect   | 10. Feb. 2012        | 3. Dez. 2012                          | Oz Scott            | Trey Callaway                       |
| Ein Fahrradbote stirbt während einer Verfolgungsjagd bei einem Sturz über eine Treppe, und wenig später wird in einem Park die Leiche eines Mannes gefunden, der sowohl erdrosselt als auch mit einem Pfeil erschossen wurde. Beide Fälle weisen Merkwürdigkeiten auf, und obendrein scheinen sie auch noch zusammenzuhängen. |           |                             |                     |                      |                                       |                     |                                     |
| 176 | 14        | 1957                        | Flash Pop           | 30. März 2012        | 10. Dez. 2012                         | Jerry Levine        | Pam Veasey                          |
| Eine Laborantin des CSI-Labors wird ermordet. Die Tat ähnelt in fast allen Details einem unaufgeklärten Mord aus dem Jahr 1957. |           |                             |                     |                      |                                       |                     |                                     |
| 177 | 15        | Game Over                   | Kill Screen         | 6. Apr. 2012         | 17. Dez. 2012                         | Allison Liddi-Brown | Tim Dragga & Adam Scott Weissman    |
| Ein Zusteller von Gerichtsvorladungen wird ermordet. Zunächst wird hinter der Tat jemand vermutet, den er durch eine Vorladung verärgert hat, doch dann führt die Spur in die Welt der E-Sport-Turniere. |           |                             |                     |                      |                                       |                     |                                     |
| 178 | 16        | Irisches Blut               | Sláinte             | 27. Apr. 2012        | 25. Feb. 2013                         | Christine Moore     | Sarah Byrd                          |
| Ein irischer Ladenbesitzer wird ermordet und zerstückelt, seine Leichenteile werden an den vier Ecken von Hell’s Kitchen platziert. Die Liste möglicher Verdächtiger und Motive reicht von Grundstücksspekulanten bis zum Handel mit gefälschten Zigaretten. |           |                             |                     |                      |                                       |                     |                                     |
| 179 | 17        | Tod im Treppenhaus          | Unwrapped           | 4. Mai 2012          | 4. März 2013                          | Deran Sarafian      | John Dove & Christopher Silber      |
| Ein Mann wird im Treppenhaus des Hauses, in dem er und seine Frau aufgewachsen sind, vor deren Augen erschossen. Zunächst stellt sich die Frage nach dem Motiv des Überfalls, doch als herauskommt, dass die Ehefrau bei der Schilderung des Tathergangs gelogen und auch noch eine Affaire hat, kommen die Ermittler des CSIs hinter das Motiv … |           |                             |                     |                      |                                       |                     |                                     |
| 180 | 18        | Am seidenen Faden           | Near Death          | 11. Mai 2012         | 11. März 2013                         | Alex Zakrzewski     | Zachary Reiter & Pam Veasey         |
| Mac Taylor gerät in einer Apotheke in einen Raubüberfall und wird angeschossen. Während seine Kollegen fieberhaft die Täterin suchen, kämpfen die Ärzte um sein Leben. |           |                             |                     |                      |                                       |                     |                                     |

## Staffel 9
Die Erstausstrahlung der neunten Staffel war vom 28. September 2012 bis zum 22. Februar 2013 auf dem US-amerikanischen Sender CBS zu sehen. Die deutschsprachige Erstausstrahlung der ersten beiden Episoden sendete der österreichische Free-TV-Sender ORF eins am 20. und 27. November 2013. Die restlichen Episoden strahlte der deutsche Free-TV-Sender VOX vom 6. Dezember 2013 bis zum 4. April 2014 erstmals aus.
| Nr. (ges.) | Nr. (St.) | Deutscher Titel         | Originaltitel        | Erstausstrahlung USA | Deutschsprachige Erstausstrahlung (A/D) | Regie               | Drehbuch                                                   |
| --- | --------- | ----------------------- | -------------------- | -------------------- | --------------------------------------- | ------------------- | ---------------------------------------------------------- |
| 181 | 1         | Lichterloh              | Reignited            | 28. Sep. 2012        | 20. Nov. 2013                           | Jeff Thomas         | Zachary Reiter & John Dove                                 |
| Bei einem gelegten Brand kommt ein Feuerwehrmann, der mit Mac befreundet war, ums Leben. Ein wegen Brandstiftung vorbestrafter Tatverdächtiger ist rasch gefasst, doch er behauptet, selbst nach dem wahren Täter zu suchen, und bietet dem CSI seine Hilfe an. |           |                         |                      |                      |                                         |                     |                                                            |
| 182 | 2         | Brandopfer              | Where There’s Smoke  | 5. Okt. 2012         | 27. Nov. 2013                           | Skipp Sudduth       | Adam Targum & Sarah Byrd                                   |
| Leonard Brooks, der bislang bei seinen Brandstiftungen Opfer vermieden hat, tötet nun gezielt Menschen. Die Ermittler müssen herausfinden, warum und wie er sie auswählt, um ihn zu stoppen.                                                                    |           |                         |                      |                      |                                         |                     |                                                            |
| 183 | 3         | Ausgerissen             | 2,918 Miles          | 12. Okt. 2012        | 6. Dez. 2013                            | Vikki Williams      | Trey Callaway                                              |
| 184 | 4         | Ohne Worte              | Unspoken             | 19. Okt. 2012        | 27. Dez. 2013                           | Duane Clark         | Pam Veasey                                                 |
| 185 | 5         | Tommy                   | Misconceptions       | 26. Okt. 2012        | 13. Dez. 2013                           | Nathan Hope         | John Dove                                                  |
| 186 | 6         | Die Tote im Teich       | The Lady in the Lake | 2. Nov. 2012         | 20. Dez. 2013                           | Scott White         | David Hoselton                                             |
| 187 | 7         | Mörderspiel             | Clue: SI             | 9. Nov. 2012         | 17. Jan. 2014                           | Oz Scott            | Steven Lilien & Bryan Wynbrandt                            |
| 188 | 8         | Harte Schule            | Late Admissions      | 16. Nov. 2012        | 31. Jan. 2014                           | Rob Bailey          | Zachary Reiter                                             |
| 189 | 9         | Toro – Der Stier        | Blood Out            | 30. Nov. 2012        | 7. Feb. 2014                            | Sam Hill            | Adam Targum                                                |
| 190 | 10        | Alte Sünden             | The Real McCoy       | 7. Dez. 2012         | 14. Feb. 2014                           | Matt Earl Beesley   | Sarah Byrd                                                 |
| 191 | 11        | Tod aus dem Drucker     | Command+P            | 4. Jan. 2013         | 21. Feb. 2014                           | Howard Deutch       | Trey Callaway                                              |
| 192 | 12        | Das Verhör              | Civilized Lies       | 11. Jan. 2013        | 28. Feb. 2014                           | Jerry Levine        | John Dove                                                  |
| 193 | 13        | Der Fluch               | Nine Thirteen        | 18. Jan. 2013        | 7. März 2014                            | Pam Veasey          | Handlung: David Fallon & Pam Veasey Schauspiel: Pam Veasey |
| 194 | 14        | Weißes Gold             | White Gold           | 1. Feb. 2013         | 14. März 2014                           | Alex Zakrzewski     | David Hoselton                                             |
| 195 | 15        | Im Zeichen der Schlange | Seth and Apep        | 8. Feb. 2013         | 21. März 2014                           | Eric Laneuville     | Steven Lilien & Bryan Wynbrandt                            |
| 196 | 16        | Ich liebe dich zu Tode  | Blood Actually       | 15. Feb. 2013        | 28. März 2014                           | Christine Moore     | Adam Targum                                                |
| 197 | 17        | Carpe Diem              | Today Is Life        | 22. Feb. 2013        | 4. Apr. 2014                            | Allison Liddi-Brown | Zachary Reiter & John Dove                                 |